# El cazador (programa de televisión)
El cazador es un concurso de televisión español emitido en La 1 cada tarde entre el 10 de febrero de 2020 y el 26 de abril de 2025, y en La 2 desde el 12 de mayo de 2025. En el programa, presentado por Rodrigo Vázquez desde el 3 de mayo de 2022, los participantes se enfrentan a cinco de los mejores concursantes televisivos de España. Se trata de la adaptación del programa británico The Chase.
El programa cuenta también con dos spin-off, uno de los cuales está basado en el formato británico Beat The Chasers, con el título de La noche de los cazadores, que se estrenó el 17 de enero de 2022. Por otro lado, El cazador Stars es una versión con famosos para su emisión en las tardes de La 1 más allá de los especiales esporádicos que habían venido realizándose desde el comienzo del programa, estrenada el 11 de abril de 2024 y que finalizó el 28 de febrero de 2025. 

## Mecánica

### El cazador
febrero 2020 - abril 2024
Cuatro concursantes, que no se conocen entre ellos, tienen que jugar en equipo. En primer lugar, cada concursante debe responder a una serie de preguntas abiertas en un minuto, añadiendo cada acierto 1.000 euros a su bote individual.
En la segunda fase, después de la de acumulación, el concursante debe mover el dinero al fondo de un tablero. Para ello, deberá:
1. Elegir lo difícil y jugar por la cantidad más alta ofertada, 6 preguntas por responder y solo se permite 1 fallo (lo normal en caso de no fallar el cazador o cazadora).
2. Elegir una dificultad media y jugar por la cantidad acumulada en la primera fase, 5 preguntas por responder y solo se permite 2 fallos (lo normal en caso de no fallar el cazador o cazadora).
3. Elegir algo sencillo y jugar por una cantidad más baja, 4 preguntas por responder y hasta 3 fallos permitidos (lo normal en caso de no fallar el cazador o cazadora).

La cantidad más pequeña puede ser cero o incluso negativa si el concursante ha tenido un mal desempeño en la acumulación. Una vez que se elige la posición inicial, el presentador hace una serie de preguntas de opción múltiple al concursante y al cazador, quienes seleccionan en secreto una de las tres opciones de respuesta en los teclados. Una respuesta correcta mueve al concursante o al cazador, un paso hacia abajo en el tablero, mientras que un fallo los deja donde están.
Si el concursante llega a la casa con éxito sin ser atrapado, avanza a la «Caza final» y su dinero se agrega (o se resta si tomaron una cantidad negativa) al fondo de premios del equipo. Si el cazador atrapa al concursante, él será eliminado y perderá su dinero. Si los cuatro concursantes son atrapados por el cazador, nominan a un concursante para jugar la caza final solo (por un importe a repartir de 4000 €; por la cantidad más alta por la que haya competido el jugador en la ronda dos, desde el programa del 1 de julio de 2020), donde en caso de victoria el premio será repartido también a los concursantes eliminados.
Una vez superada la fase anterior, los concursantes luchan juntos contra el cazador, siendo el premio la suma de las cantidades que ha acumulado cada uno. Esta vez, tienen dos minutos para resolver la mayor cantidad de preguntas posible, el concursante que sabe la respuesta a la pregunta pulsa el botón, se enciende su luz y contesta, quedando los demás concursantes imposibilitados de contestar, así sepan la respuesta, el que es más rápido con el pulsador puede contestar la pregunta. Partiendo de uno a cuatro casillas de ventaja según el número de concursantes todavía en juego. Seguidamente, el cazador tiene otros dos minutos para acertar tantas preguntas como ellos. Si el cazador falla, el tiempo se detiene y los concursantes pueden intentar acertar el rebote. Si el equipo contesta correctamente, hace perder un punto al cazador o ganar un punto si el cazador está a cero. Si el equipo consigue escapar del cazador, se reparten el premio a partes iguales, pero, en caso contrario, no se llevan nada.
abril 2024 - actualidad
El 10 de abril de 2024 el programa estrenó una nueva mecánica: en la primera fase de la nueva etapa las preguntas abiertas contestadas durante el minuto inicial únicamente añadirían 200 euros por respuesta correcta. En la segunda fase, el cara a cara con el cazador o cazadora, cambiarían las ofertas realizadas, pudiendo el concursante:
1. Elegir jugar por la mitad de la cantidad acumulada en la primera fase, situándose con tres casillas de ventaja y teniendo 4 preguntas por responder con hasta 3 fallos permitidos (lo normal).
2. Elegir jugar por la cantidad acumulada en la primera fase, situándose con dos casilla de ventaja y teniendo 5 preguntas por responder con hasta 2 fallos permitidos (lo normal).
3. Elegir jugar por el doble de la cantidad acumulada en la primera fase, situándose con una casilla de ventaja, más cerca del cazador, con 6 preguntas por responder y solo permitiéndose 1 fallo (lo normal).
4. Elegir jugar por el cuádruple de la cantidad acumulada en la primera fase, situándose junto al cazador sin ninguna casilla de ventaja, con 7 preguntas por responder y no permitiéndose ningún fallo (lo normal).

Si consiguen escapar del cazador o cazadora en esta segunda ronda, el dinero jugado ya será suyo.
En la caza final los concursantes que no hayan sido cazados jugarán por el bote del programa, que comenzará en 20.000 € e irá aumentando en 5.000 € por programa (3.000 € en la versión Stars con famosos). Si se llevan el bote se reparte, como era habitual, a partes iguales entre los finalistas. Además, si en la ronda final un concursante "pasa" una pregunta tras haber pulsado para responder, quedará bloqueado para poder contestar la siguiente.
En las dos versiones el concursante que más respuestas acertadas dé en la caza final volverá a participar en el programa siguiente. En caso de empate, se realizará una pregunta de respuesta numérica para, el concursante que más se acerque, resultar ganador y asegurar su continuidad en el programa.

### La noche de los cazadores
En La noche de los cazadores, las reglas cambian, ya que es un solo concursante quien debe enfrentarse a entre 2 y 5 cazadores simultáneamente.
En una primera ronda de acumulación, el concursante intentará acumular dinero mediante un posible total de 5 preguntas de 3 opciones, teniendo como mínimo que acertar la primera de ellas (en caso contrario, quedará eliminado sin posibilidad de enfrentarse a los cazadores). En caso de fallar una pregunta, se deja de acumular dinero. Tras ello, se seleccionan dos cazadores aleatoriamente para que realicen una primera puja de tiempo por el premio acumulado. Posteriormente, los demás cazadores irán haciendo, uno a uno, su propuesta de premio, subiendo tanto el dinero como el tiempo que tendrán (siempre menos de 60 segundos). Una vez elegida la puja, empezará la partida. El concursante tendrá 60 segundos para ir respondiendo y pasando el turno a los cazadores, cuyo reloj irá igualmente bajando. Si el concursante se queda sin tiempo en su reloj, no ganará nada, mientras que si los cazadores se quedan sin tiempo, el concursante ganará el premio que le han ofrecido. Los Cazadores se sentarán en el siguiente orden de izquierda a derecha: Ruth de Andrés, Erundino Alonso, Paz Herrera, David Leo García y Lilit Manukyan.

## Equipo

### Presentadores titulares
| Presentador     | La 1 | La 1 | La 1 | La 1 | La 1 | La 1 |
| Presentador     | 2020 | 2021 | 2022 | 2023 | 2024 | 2025 |
| --------------- | ---- | ---- | ---- | ---- | ---- | ---- |
| Ion Aramendi    |      |      |      |      |      |      |
|                 |      |      |      |      |      |      |
| Rodrigo Vázquez |      |      |      |      |      |      |
|                 |      |      |      |      |      |      |
| Gorka Rodríguez |      |      |      |      |      |      |

      El cazador.
      La noche de los cazadores.
      El cazador Stars.

### Cazadores
| Cazador          | Alias         | La 1 | La 1 | La 1 | La 1 | La 1 | La 1 |
| Cazador          | Alias         | 2020 | 2021 | 2022 | 2023 | 2024 | 2025 |
| ---------------- | ------------- | ---- | ---- | ---- | ---- | ---- | ---- |
| Erundino Alonso  | El Justiciero |      |      |      |      |      |      |
| Lilit Manukyan   | La Espía      |      |      |      |      |      |      |
| Paz Herrera      | La Profesora  |      |      |      |      |      |      |
| Ruth de Andrés   | La Gobernanta |      |      |      |      |      |      |
| David Leo García | El Estudiante |      |      |      |      |      |      |
| Orestes Barbero  | El Espartano  |      |      |      |      |      |      |

Notas
1. ↑  Leo participó por última vez el 23 de mayo de 2023, siendo retirado del programa el 2 de junio de 2023.
2. ↑  Barbero participó por primera vez el 19 de octubre de 2023.

## Especiales con famosos - El Cazador VIP - El Cazador Stars
Esporádicamente, el programa invita a concursar a famosos para conseguir dinero que destinar a ONGs en el caso de ganar al cazador o cazadora. Si no lo consiguen, aquellos que hayan llegado a la caza final recibirán 1.000 euros de compensación. En verano de 2023 se emitieron tres especiales en prime time bajo el nombre de El cazador VIP. A partir del 11 de abril de 2024 los especiales con famosos pasaron a ser diarios, emitiéndose justo antes del programa original bajo el título de El cazador Stars.
La modelo Alba Carrillo es la concursante que más veces ha repetido en el programa y que más dinero ha acumulado.
| N.º                                  | Famoso/a                           | Profesión                                              | Fecha de emisión         | Premio   |
| ------------------------------------ | ---------------------------------- | ------------------------------------------------------ | ------------------------ | -------- |
| 83                                   | Carmen Lomana                      | Empresaria y jet set                                   | 20 de julio de 2020      | 18.000€  |
| 83                                   | Adriana Abenia                     | Presentadora de televisión                             | 20 de julio de 2020      | 18.000€  |
| 83                                   | Luis Quevedo                       | Periodista y presentador de televisión                 | 20 de julio de 2020      | 18.000€  |
| 83                                   | Boris Izaguirre                    | Escritor y presentador de televisión                   | 20 de julio de 2020      | 18.000€  |
| 84                                   | Goyo Jiménez                       | Humorista y actor                                      | 21 de julio de 2020      | 46.000€  |
| 84                                   | Raquel Sánchez Silva               | Presentadora de televisión                             | 21 de julio de 2020      | 46.000€  |
| 84                                   | Frank Blanco                       | Presentador de televisión y locutor                    | 21 de julio de 2020      | 46.000€  |
| 84                                   | Silvia Jato                        | Presentadora de televisión                             | 21 de julio de 2020      | 46.000€  |
| 85                                   | Pablo Carbonell                    | Cantante, actor y humorista                            | 22 de julio de 2020      | 33.000€  |
| 85                                   | Raquel Revuelta                    | Modelo y presentadora de televisión                    | 22 de julio de 2020      | 33.000€  |
| 85                                   | Luis Larrodera                     | Actor y presentador de televisión                      | 22 de julio de 2020      | 33.000€  |
| 85                                   | Marina Castaño                     | Periodista                                             | 22 de julio de 2020      | 33.000€  |
| 86                                   | Aria Bedmar                        | Actriz y bailarina                                     | 23 de julio de 2020      | 67.000€  |
| 86                                   | Jacob Petrus                       | Climatólogo y presentador de televisión                | 23 de julio de 2020      | 67.000€  |
| 86                                   | Mónica Martínez                    | Presentadora de televisión                             | 23 de julio de 2020      | 67.000€  |
| 86                                   | Miki Nadal                         | Humorista y presentador de televisión                  | 23 de julio de 2020      | 67.000€  |
| 128                                  | Edu Soto                           | Actor y humorista                                      | 21 de septiembre de 2020 | 15.000€  |
| 128                                  | Ágatha Ruiz de la Prada            | Diseñadora de moda                                     | 21 de septiembre de 2020 | 15.000€  |
| 128                                  | Paloma Lago                        | Modelo y presentadora de televisión                    | 21 de septiembre de 2020 | 15.000€  |
| 128                                  | Nico Abad                          | Presentador de televisión                              | 21 de septiembre de 2020 | 15.000€  |
| 129                                  | Juan Avellaneda                    | Diseñador de moda y estilista                          | 22 de septiembre de 2020 | 27.000€  |
| 129                                  | Nerea Garmendia                    | Actriz                                                 | 22 de septiembre de 2020 | 27.000€  |
| 129                                  | Esperanza Elipe                    | Actriz                                                 | 22 de septiembre de 2020 | 27.000€  |
| 129                                  | Álex O'Dogherty                    | Actor y humorista                                      | 22 de septiembre de 2020 | 27.000€  |
| 130                                  | Juanjo Ballesta                    | Actor                                                  | 23 de septiembre de 2020 | 28.000€  |
| 130                                  | Lola Marceli                       | Actriz                                                 | 23 de septiembre de 2020 | 28.000€  |
| 130                                  | David Fernández                    | Actor y humorista                                      | 23 de septiembre de 2020 | 28.000€  |
| 130                                  | Mayra Gómez Kemp                   | Presentadora de televisión                             | 23 de septiembre de 2020 | 28.000€  |
| 131                                  | Xavier Deltell                     | Actor y humorista                                      | 24 de septiembre de 2020 | 13.000€  |
| 131                                  | Óscar Higares                      | Torero                                                 | 24 de septiembre de 2020 | 13.000€  |
| 131                                  | Belinda Washington                 | Actriz y presentadora de televisión                    | 24 de septiembre de 2020 | 13.000€  |
| 131                                  | Espido Freire                      | Escritora                                              | 24 de septiembre de 2020 | 13.000€  |
| 193                                  | Ricky Merino                       | Cantante                                               | 28 de diciembre de 2020  | 44.000€  |
| 193                                  | Lorena Gómez                       | Cantante                                               | 28 de diciembre de 2020  | 44.000€  |
| 193                                  | Sonia Ferrer                       | Presentadora de televisión                             | 28 de diciembre de 2020  | 44.000€  |
| 193                                  | Óscar Martínez                     | Presentador de televisión y locutor                    | 28 de diciembre de 2020  | 44.000€  |
| 194                                  | Berta Collado                      | Presentadora de televisión                             | 29 de diciembre de 2020  | 37.000€  |
| 194                                  | Roi Méndez                         | Cantante                                               | 29 de diciembre de 2020  | 37.000€  |
| 194                                  | Cósima Ramírez                     | Socialité, hija de Ágatha Ruiz de la Prada             | 29 de diciembre de 2020  | 37.000€  |
| 194                                  | Jandro                             | Humorista y colaborador de televisión                  | 29 de diciembre de 2020  | 37.000€  |
| 195                                  | Xuso Jones                         | Cantante                                               | 30 de diciembre de 2020  | 38.000€  |
| 195                                  | Irene Junquera                     | Periodista deportiva                                   | 30 de diciembre de 2020  | 38.000€  |
| 195                                  | Jorge Blass                        | Mago e ilusionista                                     | 30 de diciembre de 2020  | 38.000€  |
| 195                                  | Irma Soriano                       | Periodista y presentadora de televisión                | 30 de diciembre de 2020  | 38.000€  |
| 196                                  | Rocío Muñoz Morales                | Actriz y modelo                                        | 31 de diciembre de 2020  | 33.000€  |
| 196                                  | Celia Villalobos                   | Exministra de Sanidad                                  | 31 de diciembre de 2020  | 33.000€  |
| 196                                  | Fernando Cayo                      | Actor                                                  | 31 de diciembre de 2020  | 33.000€  |
| 196                                  | Quique Peinado                     | Periodista y locutor                                   | 31 de diciembre de 2020  | 33.000€  |
| 220                                  | Víctor Janeiro                     | Torero                                                 | 8 de febrero de 2021     | 36.000€  |
| 220                                  | Tamara                             | Cantante                                               | 8 de febrero de 2021     | 36.000€  |
| 220                                  | Alberto Velasco                    | Actor                                                  | 8 de febrero de 2021     | 36.000€  |
| 220                                  | Fabiola Martínez                   | Exmujer de Bertín Osborne                              | 8 de febrero de 2021     | 36.000€  |
| 221                                  | Nerea Camacho                      | Actriz                                                 | 9 de febrero de 2021     | 28.000€  |
| 221                                  | Pelayo Díaz                        | Diseñador de moda y estilista                          | 9 de febrero de 2021     | 28.000€  |
| 221                                  | Lola Baldrich                      | Actriz                                                 | 9 de febrero de 2021     | 28.000€  |
| 221                                  | Quico Taronjí                      | Presentador de televisión                              | 9 de febrero de 2021     | 28.000€  |
| 222                                  | Charo Reina                        | Cantante                                               | 10 de febrero de 2021    | 29.000€  |
| 222                                  | Gonzalo Ramos                      | Actor                                                  | 10 de febrero de 2021    | 29.000€  |
| 222                                  | Pepa Aniorte                       | Actriz                                                 | 10 de febrero de 2021    | 29.000€  |
| 222                                  | Santi Rodríguez                    | Actor y humorista                                      | 10 de febrero de 2021    | 29.000€  |
| 223                                  | Esmeralda Moya                     | Actriz y modelo                                        | 11 de febrero de 2021    | 28.000€  |
| 223                                  | Helen Lindes                       | Modelo                                                 | 11 de febrero de 2021    | 28.000€  |
| 223                                  | Antonio Velázquez                  | Actor                                                  | 11 de febrero de 2021    | 28.000€  |
| 223                                  | Antonio Garrido                    | Actor y presentador de televisión                      | 11 de febrero de 2021    | 28.000€  |
| 249                                  | Manolo Sarriá                      | Humorista y presentador de televisión                  | 22 de marzo de 2021      | 22.000€  |
| 249                                  | Aure Sánchez                       | Actor                                                  | 22 de marzo de 2021      | 22.000€  |
| 249                                  | Rubén Ochandiano                   | Actor                                                  | 22 de marzo de 2021      | 22.000€  |
| 249                                  | Javier Capitán                     | Presentador de televisión                              | 22 de marzo de 2021      | 22.000€  |
| 250                                  | Tania Llasera                      | Presentadora de televisión                             | 23 de marzo de 2021      | 33.018€  |
| 250                                  | Sara Escudero                      | Presentadora de televisión y humorista                 | 23 de marzo de 2021      | 33.018€  |
| 250                                  | Eva Hache                          | Humorista                                              | 23 de marzo de 2021      | 33.018€  |
| 250                                  | Sandra Daviú                       | Presentadora de televisión                             | 23 de marzo de 2021      | 33.018€  |
| 251                                  | Agoney                             | Cantante                                               | 24 de marzo de 2021      | 28.000€  |
| 251                                  | Poty Castillo                      | Bailarín y coreógrafo                                  | 24 de marzo de 2021      | 28.000€  |
| 251                                  | Cecilia Gómez                      | Bailarina                                              | 24 de marzo de 2021      | 28.000€  |
| 251                                  | Mónica Estarreado                  | Actriz                                                 | 24 de marzo de 2021      | 28.000€  |
| 252                                  | Ramón Fuentes                      | Presentador de televisión                              | 25 de marzo de 2021      | 38.900€  |
| 252                                  | Norma Duval                        | Presentadora de televisión y vedette                   | 25 de marzo de 2021      | 38.900€  |
| 252                                  | Mario de la Rosa                   | Actor                                                  | 25 de marzo de 2021      | 38.900€  |
| 252                                  | Alicia Senovilla                   | Presentadora de televisión                             | 25 de marzo de 2021      | 38.900€  |
| 637 Especial La Promesa              | Andrea del Río                     | Actriz                                                 | 12 de enero de 2023      | 29.000€  |
| 637 Especial La Promesa              | María Castro                       | Actriz y exgimnasta                                    | 12 de enero de 2023      | 29.000€  |
| 637 Especial La Promesa              | Manuel Regueiro                    | Actor y cantante                                       | 12 de enero de 2023      | 29.000€  |
| 637 Especial La Promesa              | Enrique Fortún                     | Actor                                                  | 12 de enero de 2023      | 29.000€  |
| 689 Especial MasterChef              | Jordi Cruz                         | Chef y jurado de MasterChef                            | 27 de marzo de 2023      | 69.000€  |
| 689 Especial MasterChef              | Pepe Rodríguez Rey                 | Chef y jurado de MasterChef                            | 27 de marzo de 2023      | 69.000€  |
| 689 Especial MasterChef              | Samantha Vallejo-Nágera            | Propietaria de cátering, jurado de MasterChef          | 27 de marzo de 2023      | 69.000€  |
| 689 Especial MasterChef              | Boris Izaguirre                    | Escritor y presentador de televisión                   | 27 de marzo de 2023      | 69.000€  |
| 755, 761 y 771 El cazador VIP        | Raquel Sánchez Silva               | Presentadora de televisión                             | 26 de junio de 2023      | 129.000€ |
| 755, 761 y 771 El cazador VIP        | María José Suárez                  | Modelo y presentadora de televisión                    | 26 de junio de 2023      | 129.000€ |
| 755, 761 y 771 El cazador VIP        | Boris Izaguirre                    | Escritor y presentador de televisión                   | 26 de junio de 2023      | 129.000€ |
| 755, 761 y 771 El cazador VIP        | Jaime Nava                         | Exjugador de rugby                                     | 26 de junio de 2023      | 129.000€ |
| 755, 761 y 771 El cazador VIP        | Alejandra Prat                     | Periodista                                             | 3 de julio de 2023       | 117.000€ |
| 755, 761 y 771 El cazador VIP        | Paula Vázquez                      | Presentadora de televisión                             | 3 de julio de 2023       | 117.000€ |
| 755, 761 y 771 El cazador VIP        | Lluvia Rojo                        | Actriz                                                 | 3 de julio de 2023       | 117.000€ |
| 755, 761 y 771 El cazador VIP        | Miguel Lago                        | Humorista                                              | 3 de julio de 2023       | 117.000€ |
| 755, 761 y 771 El cazador VIP        | Jorge Sanz                         | Actor                                                  | 17 de julio de 2023      | 84.000€  |
| 755, 761 y 771 El cazador VIP        | Jesús Castro                       | Actor                                                  | 17 de julio de 2023      | 84.000€  |
| 755, 761 y 771 El cazador VIP        | Genoveva Casanova                  | Aristócrata                                            | 17 de julio de 2023      | 84.000€  |
| 755, 761 y 771 El cazador VIP        | Alba Carrillo                      | Modelo y colaboradora de televisión                    | 17 de julio de 2023      | 84.000€  |
| 820 Especial Grammy Latinos          | David de María                     | Cantante                                               | 16 de noviembre de 2023  | 28.900€  |
| 820 Especial Grammy Latinos          | Diana Navarro                      | Cantante                                               | 16 de noviembre de 2023  | 28.900€  |
| 820 Especial Grammy Latinos          | Gisela                             | Cantante y actriz                                      | 16 de noviembre de 2023  | 28.900€  |
| 820 Especial Grammy Latinos          | Rafa Sánchez                       | Cantante, integrante de La Unión                       | 16 de noviembre de 2023  | 28.900€  |
| 828 Especial La Navidad en sus manos | Emilio Gavira                      | Actor                                                  | 27 de noviembre de 2023  | 98.000€  |
| 828 Especial La Navidad en sus manos | Ernesto Sevilla                    | Actor y humorista                                      | 27 de noviembre de 2023  | 98.000€  |
| 828 Especial La Navidad en sus manos | María Botto                        | Actriz                                                 | 27 de noviembre de 2023  | 98.000€  |
| 828 Especial La Navidad en sus manos | Santiago Segura                    | Actor y director                                       | 27 de noviembre de 2023  | 98.000€  |
| 926 El cazador Stars 1               | Rocío Carrasco (600€)              | Presentadora de televisión, hija de Rocío Jurado       | 11 de abril de 2024      | 20.000€  |
| 926 El cazador Stars 1               | Luis Merlo                         | Actor                                                  | 11 de abril de 2024      | 20.000€  |
| 926 El cazador Stars 1               | Amaya Valdemoro (1.400€)           | Exjugadora de baloncesto                               | 11 de abril de 2024      | 20.000€  |
| 926 El cazador Stars 1               | El Sevilla                         | Cantante, integrante de Mojinos Escozíos               | 11 de abril de 2024      | 20.000€  |
| 928 El cazador Stars 2               | Mariló Montero                     | Presentadora de televisión                             | 12 de abril de 2024      | 23.000€  |
| 928 El cazador Stars 2               | Paloma Bloyd (600€)                | Actriz y modelo                                        | 12 de abril de 2024      | 23.000€  |
| 928 El cazador Stars 2               | Amaya Valdemoro (1.600€)           | Exjugadora de baloncesto                               | 12 de abril de 2024      | 23.000€  |
| 928 El cazador Stars 2               | María Zurita (1.600€)              | Empresaria y aristócrata                               | 12 de abril de 2024      | 23.000€  |
| 930 El cazador Stars 3               | Fernando Romay (1.100€)            | Exjugador de baloncesto                                | 15 de abril de 2024      | 26.000€  |
| 930 El cazador Stars 3               | Toñi Salazar (1.200€)              | Cantante, integrante de Azúcar Moreno                  | 15 de abril de 2024      | 26.000€  |
| 930 El cazador Stars 3               | Pelayo Díaz                        | Diseñador de moda y estilista                          | 15 de abril de 2024      | 26.000€  |
| 930 El cazador Stars 3               | María Zurita (1.200€)              | Empresaria y aristócrata                               | 15 de abril de 2024      | 26.000€  |
| 932 El cazador Stars 4               | Ramón Arangüena (1.600€)           | Periodista y humorista                                 | 16 de abril de 2024      | 29.000€  |
| 932 El cazador Stars 4               | Mónica Martínez (1.800€)           | Presentadora de televisión                             | 16 de abril de 2024      | 29.000€  |
| 932 El cazador Stars 4               | Carolina Iglesias (1.800€)         | Humorista                                              | 16 de abril de 2024      | 29.000€  |
| 932 El cazador Stars 4               | María Zurita                       | Empresaria y aristócrata                               | 16 de abril de 2024      | 29.000€  |
| 934 El cazador Stars 5               | Ramón Arangüena                    | Periodista y humorista                                 | 17 de abril de 2024      | 32.000€  |
| 934 El cazador Stars 5               | Adriana Abenia (400€)              | Presentadora de televisión                             | 17 de abril de 2024      | 32.000€  |
| 934 El cazador Stars 5               | Juan Avellaneda (1.600€)           | Diseñador de moda y estilista                          | 17 de abril de 2024      | 32.000€  |
| 934 El cazador Stars 5               | Itziar Miranda (1.600€)            | Actriz y escritora                                     | 17 de abril de 2024      | 32.000€  |
| 936 El cazador Stars 6               | Ainhoa Arteta (1.200€)             | Soprano                                                | 18 de abril de 2024      | 35.000€  |
| 936 El cazador Stars 6               | Paola Dominguín                    | Artista                                                | 18 de abril de 2024      | 35.000€  |
| 936 El cazador Stars 6               | Carmen Lomana (1.200€)             | Empresaria y jet set                                   | 18 de abril de 2024      | 35.000€  |
| 936 El cazador Stars 6               | Itziar Miranda                     | Actriz y escritora                                     | 18 de abril de 2024      | 35.000€  |
| 938 El cazador Stars 7               | Pablo Carbonell (800€)             | Actor y humorista                                      | 19 de abril de 2024      | 38.000€  |
| 938 El cazador Stars 7               | María Parrado                      | Cantante                                               | 19 de abril de 2024      | 38.000€  |
| 938 El cazador Stars 7               | Carmen Lomana (500€)               | Empresaria y jet set                                   | 19 de abril de 2024      | 38.000€  |
| 938 El cazador Stars 7               | Daniel Diges (600€)                | Cantante                                               | 19 de abril de 2024      | 38.000€  |
| 940 El cazador Stars 8               | Pablo Carbonell (700€)             | Actor y humorista                                      | 22 de abril de 2024      | 41.000€  |
| 940 El cazador Stars 8               | Pablo Puyol (1.800€)               | Actor                                                  | 22 de abril de 2024      | 41.000€  |
| 940 El cazador Stars 8               | Pastora Vega (600€)                | Actriz                                                 | 22 de abril de 2024      | 41.000€  |
| 940 El cazador Stars 8               | José Corbacho (800€)               | Director, actor y humorista                            | 22 de abril de 2024      | 41.000€  |
| 942 El cazador Stars 9               | Pablo Carbonell (1.000€)           | Actor y humorista                                      | 23 de abril de 2024      | 44.000€  |
| 942 El cazador Stars 9               | Bárbara Rey (600€)                 | Actriz y vedette                                       | 23 de abril de 2024      | 44.000€  |
| 942 El cazador Stars 9               | Javier Peña (900€)                 | Chef                                                   | 23 de abril de 2024      | 44.000€  |
| 942 El cazador Stars 9               | Jorge Sanz (1.000€)                | Actor                                                  | 23 de abril de 2024      | 44.000€  |
| 944 El cazador Stars 10              | Soraya Arnelas (900€)              | Cantante                                               | 24 de abril de 2024      | 47.000€  |
| 944 El cazador Stars 10              | Ana Turpin (800€)                  | Actriz y gemóloga                                      | 24 de abril de 2024      | 47.000€  |
| 944 El cazador Stars 10              | Juanjo Artero (600€)               | Actor                                                  | 24 de abril de 2024      | 47.000€  |
| 944 El cazador Stars 10              | Jorge Sanz (800€)                  | Actor                                                  | 24 de abril de 2024      | 47.000€  |
| 946 El cazador Stars 11              | Falete                             | Cantante                                               | 25 de abril de 2024      | 20.000€  |
| 946 El cazador Stars 11              | Irene Junquera (1.200€)            | Periodista deportiva                                   | 25 de abril de 2024      | 20.000€  |
| 946 El cazador Stars 11              | Nicolás Coronado (900€)            | Actor                                                  | 25 de abril de 2024      | 20.000€  |
| 946 El cazador Stars 11              | Diego Arjona (800€)                | Humorista, guionista y realizador de cine              | 25 de abril de 2024      | 20.000€  |
| 948 El cazador Stars 12              | Marta Vaquerizo (900€)             | Joyera y músico, integrante de las Nancys Rubias       | 26 de abril de 2024      | 23.000€  |
| 948 El cazador Stars 12              | Topacio Fresh (900€)               | Artista y galerista de arte                            | 26 de abril de 2024      | 23.000€  |
| 948 El cazador Stars 12              | Nicolás Coronado (600€)            | Actor                                                  | 26 de abril de 2024      | 23.000€  |
| 948 El cazador Stars 12              | Gemma Mengual (800€)               | Nadadora en natación sincronizada                      | 26 de abril de 2024      | 23.000€  |
| 951 El cazador Stars 13              | Marta Vaquerizo (1.800€)           | Joyera y músico, integrante de las Nancys Rubias       | 30 de abril de 2024      | 26.000€  |
| 951 El cazador Stars 13              | Álvaro Muñoz Escassi               | Jinete y jugador de polo                               | 30 de abril de 2024      | 26.000€  |
| 951 El cazador Stars 13              | María José Suárez (1.200€)         | Modelo y colaboradora de televisión                    | 30 de abril de 2024      | 26.000€  |
| 951 El cazador Stars 13              | Jesús Álvarez (1.800€)             | Periodista                                             | 30 de abril de 2024      | 26.000€  |
| 953 El cazador Stars 14              | Marta Vaquerizo (600€)             | Joyera y músico, integrante de las Nancys Rubias       | 1 de mayo de 2024        | 29.000€  |
| 953 El cazador Stars 14              | Norma Duval                        | Presentadora de televisión y vedette                   | 1 de mayo de 2024        | 29.000€  |
| 953 El cazador Stars 14              | Jordi Cruz (900€)                  | Presentador de televisión y locutor                    | 1 de mayo de 2024        | 29.000€  |
| 953 El cazador Stars 14              | Luis Larrodera (2.400€)            | Presentador de televisión y actor                      | 1 de mayo de 2024        | 29.000€  |
| 954 El cazador Stars 15              | Alejandra Prat                     | Periodista                                             | 2 de mayo de 2024        | 32.000€  |
| 954 El cazador Stars 15              | Anabel Alonso (800€)               | Actriz, humorista Y presentadora de televisión         | 2 de mayo de 2024        | 32.000€  |
| 954 El cazador Stars 15              | Paula Vázquez (900€)               | Presentadora de televisión                             | 2 de mayo de 2024        | 32.000€  |
| 954 El cazador Stars 15              | Luis Larrodera (1.000€)            | Presentador de televisión y actor                      | 2 de mayo de 2024        | 32.000€  |
| 956 El cazador Stars 16              | Tania Llasera (500€)               | Presentadora de televisión                             | 3 de mayo de 2024        | 20.000€  |
| 956 El cazador Stars 16              | Sergio Pazos (1.400€)              | Actor                                                  | 3 de mayo de 2024        | 20.000€  |
| 956 El cazador Stars 16              | Carmen Lomana (600€)               | Empresaria y jet set                                   | 3 de mayo de 2024        | 20.000€  |
| 956 El cazador Stars 16              | Roberto Álamo (3.600€)             | Actor                                                  | 3 de mayo de 2024        | 20.000€  |
| El cazador Stars 17                  | Víctor Janeiro (400€)              | Torero                                                 | 6 de mayo de 2024        | 20.000€  |
| El cazador Stars 17                  | Raquel Revuelta                    | Modelo y presentadora de televisión                    | 6 de mayo de 2024        | 20.000€  |
| El cazador Stars 17                  | Raquel Sánchez Silva (1.400€)      | Presentadora de televisión                             | 6 de mayo de 2024        | 20.000€  |
| El cazador Stars 17                  | Jorge González (600€)              | Cantante                                               | 6 de mayo de 2024        | 20.000€  |
| El cazador Stars 18                  | Esmeralda Moya (600€)              | Actriz y modelo                                        | 7 de mayo de 2024        | 23.000€  |
| El cazador Stars 18                  | Leonor Lavado (600€)               | Actriz e imitadora                                     | 7 de mayo de 2024        | 23.000€  |
| El cazador Stars 18                  | Raquel Sánchez Silva (1.000€)      | Presentadora de televisión                             | 7 de mayo de 2024        | 23.000€  |
| El cazador Stars 18                  | Álex O'Dogherty (700€)             | Actor y humorista                                      | 7 de mayo de 2024        | 23.000€  |
| El cazador Stars 19                  | Nancho Novo (1.800€)               | Actor y músico                                         | 8 de mayo de 2024        | 26.000€  |
| El cazador Stars 19                  | Leonor Lavado                      | Actriz e imitadora                                     | 8 de mayo de 2024        | 26.000€  |
| El cazador Stars 19                  | Nerea Garmendia                    | Actriz                                                 | 8 de mayo de 2024        | 26.000€  |
| El cazador Stars 19                  | Octavi Pujades (2.600€)            | Actor                                                  | 8 de mayo de 2024        | 26.000€  |
| El cazador Stars 20                  | Canco Rodríguez (1.200€)           | Actor                                                  | 9 de mayo de 2024        | 29.000€  |
| El cazador Stars 20                  | Manolo Sarriá (2.000€)             | Humorista y presentador de televisión                  | 9 de mayo de 2024        | 29.000€  |
| El cazador Stars 20                  | Melani Olivares (1.200€)           | Actriz                                                 | 9 de mayo de 2024        | 29.000€  |
| El cazador Stars 20                  | Octavi Pujades (1.600€)            | Actor                                                  | 9 de mayo de 2024        | 29.000€  |
| El cazador Stars 21                  | Canco Rodríguez (600€)             | Actor                                                  | 10 de mayo de 2024       | 32.000€  |
| El cazador Stars 21                  | La Terremoto de Alcorcón           | Cantante, actriz y vedette                             | 10 de mayo de 2024       | 32.000€  |
| El cazador Stars 21                  | Juanjo Pardo (1.200€)              | Actor y presentador de televisión                      | 10 de mayo de 2024       | 32.000€  |
| El cazador Stars 21                  | Terelu Campos                      | Presentadora y colaboradora de televisión              | 10 de mayo de 2024       | 32.000€  |
| El cazador Stars 22                  | Sara Escudero (800€)               | Presentadora de televisión y humorista                 | 13 de mayo de 2024       | 35.000€  |
| El cazador Stars 22                  | Angy Fernández                     | Cantante y actriz                                      | 13 de mayo de 2024       | 35.000€  |
| El cazador Stars 22                  | Juanjo Pardo (400€)                | Actor y presentador de televisión                      | 13 de mayo de 2024       | 35.000€  |
| El cazador Stars 22                  | Poty Castillo                      | Coreógrafo y bailarín                                  | 13 de mayo de 2024       | 35.000€  |
| El cazador Stars 23                  | David Fernández (1.000€)           | Actor y humorista                                      | 14 de mayo de 2024       | 38.000€  |
| El cazador Stars 23                  | Aria Bedmar (1.600€)               | Actriz y bailarina                                     | 14 de mayo de 2024       | 38.000€  |
| El cazador Stars 23                  | Juanjo Pardo (300€)                | Actor y presentador de televisión                      | 14 de mayo de 2024       | 38.000€  |
| El cazador Stars 23                  | Lorena Gómez (1.600€)              | Cantante                                               | 14 de mayo de 2024       | 38.000€  |
| El cazador Stars 24                  | Carlos Santos (1.400€)             | Actor                                                  | 15 de mayo de 2024       | 41.000€  |
| El cazador Stars 24                  | Aria Bedmar                        | Actriz y bailarina                                     | 15 de mayo de 2024       | 41.000€  |
| El cazador Stars 24                  | Eduardo Navarrete (600€)           | Diseñador                                              | 15 de mayo de 2024       | 41.000€  |
| El cazador Stars 24                  | Lluvia Rojo (900€)                 | Actriz                                                 | 15 de mayo de 2024       | 41.000€  |
| El cazador Stars 25                  | Aitor Albizua (1.000€)             | Presentador de televisión                              | 16 de mayo de 2024       | 44.000€  |
| El cazador Stars 25                  | Martín Fiz                         | Atleta                                                 | 16 de mayo de 2024       | 44.000€  |
| El cazador Stars 25                  | Quico Taronjí (1.400€)             | Presentador de televisión                              | 16 de mayo de 2024       | 44.000€  |
| El cazador Stars 25                  | Lluvia Rojo (600€)                 | Actriz                                                 | 16 de mayo de 2024       | 44.000€  |
| El cazador Stars 26                  | Jaime Astrain (1.200€)             | Exfutbolista y modelo                                  | 17 de mayo de 2024       | 47.000€  |
| El cazador Stars 26                  | Sharonne (1.400€)                  | Drag Queen y cantante                                  | 17 de mayo de 2024       | 47.000€  |
| El cazador Stars 26                  | Quico Taronjí                      | Presentador de televisión                              | 17 de mayo de 2024       | 47.000€  |
| El cazador Stars 26                  | Cósima Ramírez                     | Socialité, hija de Ágatha Ruiz de la Prada             | 17 de mayo de 2024       | 47.000€  |
| El cazador Stars 27                  | Beatriz Luengo                     | Cantante y actriz                                      | 20 de mayo de 2024       | 50.000€  |
| El cazador Stars 27                  | Sharonne                           | Drag Queen y cantante                                  | 20 de mayo de 2024       | 50.000€  |
| El cazador Stars 27                  | Miki Nadal (2.400€)                | Humorista y presentador de televisión                  | 20 de mayo de 2024       | 50.000€  |
| El cazador Stars 27                  | Belinda Washington (800€)          | Actriz y presentadora de televisión                    | 20 de mayo de 2024       | 50.000€  |
| El cazador Stars 28                  | Luis Quevedo (1.800€)              | Periodista y presentador de televisión                 | 21 de mayo de 2024       | 53.000€  |
| El cazador Stars 28                  | María Escoté                       | Diseñadora                                             | 21 de mayo de 2024       | 53.000€  |
| El cazador Stars 28                  | Miki Nadal (1.200€)                | Humorista y presentador de televisión                  | 21 de mayo de 2024       | 53.000€  |
| El cazador Stars 28                  | Alba Carrillo (1.100€)             | Modelo y colaboradora de televisión                    | 21 de mayo de 2024       | 53.000€  |
| El cazador Stars 29                  | Rafa Sánchez                       | Cantante, integrante de La Unión                       | 22 de mayo de 2024       | 56.000€  |
| El cazador Stars 29                  | Daniel Muriel (800€)               | Actor                                                  | 22 de mayo de 2024       | 56.000€  |
| El cazador Stars 29                  | David Moreno (700€)                | Actor y periodista                                     | 22 de mayo de 2024       | 56.000€  |
| El cazador Stars 29                  | Alba Carrillo (8.800€)             | Modelo y colaboradora de televisión                    | 22 de mayo de 2024       | 56.000€  |
| El cazador Stars 30                  | Elsa Anka (700€)                   | Presentadora de televisión                             | 23 de mayo de 2024       | 59.000€  |
| El cazador Stars 30                  | Lidia Torrent                      | Presentadora de televisión                             | 23 de mayo de 2024       | 59.000€  |
| El cazador Stars 30                  | María Peláe (700€)                 | Cantante                                               | 23 de mayo de 2024       | 59.000€  |
| El cazador Stars 30                  | Alba Carrillo (2.000€)             | Modelo y colaboradora de televisión                    | 23 de mayo de 2024       | 59.000€  |
| El cazador Stars 31                  | Juanito Oiarzabal (800€)           | Montañero                                              | 24 de mayo de 2024       | 62.000€  |
| El cazador Stars 31                  | Fernando Guillén Cuervo            | Actor                                                  | 24 de mayo de 2024       | 62.000€  |
| El cazador Stars 31                  | Goyo González (600€)               | Presentador de televisión                              | 24 de mayo de 2024       | 62.000€  |
| El cazador Stars 31                  | Alba Carrillo (1.100€)             | Modelo y colaboradora de televisión                    | 24 de mayo de 2024       | 62.000€  |
| El cazador Stars 32                  | Quique Peinado                     | Periodista y locutor                                   | 27 de mayo de 2024       | 65.000€  |
| El cazador Stars 32                  | Lara Dibildos                      | Actriz y presentadora de televisión                    | 27 de mayo de 2024       | 65.000€  |
| El cazador Stars 32                  | Chema Martínez (600€)              | Atleta                                                 | 27 de mayo de 2024       | 65.000€  |
| El cazador Stars 32                  | Alba Carrillo (1.100€)             | Modelo y colaboradora de televisión                    | 27 de mayo de 2024       | 65.000€  |
| El cazador Stars 33                  | Candela Serrat (600€)              | Actriz                                                 | 28 de mayo de 2024       | 68.000€  |
| El cazador Stars 33                  | Verónica Mengod (800€)             | Actriz y presentadora de televisión                    | 28 de mayo de 2024       | 68.000€  |
| El cazador Stars 33                  | Jaime Nava (1.600€)                | Exjugador de rugby                                     | 28 de mayo de 2024       | 68.000€  |
| El cazador Stars 33                  | Alba Carrillo (600€)               | Modelo y colaboradora de televisión                    | 28 de mayo de 2024       | 68.000€  |
| El cazador Stars 34                  | Susi Bodega                        | Cantante, integrante de Las Supremas de Móstoles       | 29 de mayo de 2024       | 71.000€  |
| El cazador Stars 34                  | Eduardo Sáenz de Cabezón (2.200€)  | Matemático y divulgador científico                     | 29 de mayo de 2024       | 71.000€  |
| El cazador Stars 34                  | Natalia (1.000€)                   | Cantante                                               | 29 de mayo de 2024       | 71.000€  |
| El cazador Stars 34                  | Alba Carrillo                      | Modelo y colaboradora de televisión                    | 29 de mayo de 2024       | 71.000€  |
| El cazador Stars 35                  | Luisi Bodega                       | Cantante, integrante de Las Supremas de Móstoles       | 30 de mayo de 2024       | 74.000€  |
| El cazador Stars 35                  | Eduardo Sáenz de Cabezón (2.200€)  | Matemático y divulgador científico                     | 30 de mayo de 2024       | 74.000€  |
| El cazador Stars 35                  | Antonio Garrido (1.200€)           | Actor y presentador de televisión                      | 30 de mayo de 2024       | 74.000€  |
| El cazador Stars 35                  | Esty Quesada                       | Youtuber y actriz                                      | 30 de mayo de 2024       | 74.000€  |
| El cazador Stars 36                  | Vicky Bodega                       | Cantante, integrante de Las Supremas de Móstoles       | 3 de junio de 2024       | 77.000€  |
| El cazador Stars 36                  | Eduardo Sáenz de Cabezón (2.000€)  | Matemático y divulgador científico                     | 3 de junio de 2024       | 77.000€  |
| El cazador Stars 36                  | Carlos Peguer (1.800€)             | Locutor y creador de La Pija y la Quinqui              | 3 de junio de 2024       | 77.000€  |
| El cazador Stars 36                  | Mariang Maturana (1.100€)          | Locutora y creadora de La Pija y la Quinqui            | 3 de junio de 2024       | 77.000€  |
| El cazador Stars 37                  | Arantxa de Benito                  | Presentadora de televisión                             | 4 de junio de 2024       | 80.000€  |
| El cazador Stars 37                  | Eduardo Sáenz de Cabezón (1.800€)  | Matemático y divulgador científico                     | 4 de junio de 2024       | 80.000€  |
| El cazador Stars 37                  | Andrea Guasch (1.200€)             | Actriz y cantante                                      | 4 de junio de 2024       | 80.000€  |
| El cazador Stars 37                  | Óscar Martínez                     | Presentador de televisión y locutor                    | 4 de junio de 2024       | 80.000€  |
| El cazador Stars 38                  | Eduardo Rosa                       | Actor y modelo                                         | 5 de junio de 2024       | 83.000€  |
| El cazador Stars 38                  | Eduardo Sáenz de Cabezón (1.800€)  | Matemático y divulgador científico                     | 5 de junio de 2024       | 83.000€  |
| El cazador Stars 38                  | Karina (400€)                      | Cantante                                               | 5 de junio de 2024       | 83.000€  |
| El cazador Stars 38                  | Sara Socas (2.200€)                | Cantante                                               | 5 de junio de 2024       | 83.000€  |
| El cazador Stars 39                  | Santi Rodríguez (1.000€)           | Actor                                                  | 6 de junio de 2024       | 86.000€  |
| El cazador Stars 39                  | Eduardo Sáenz de Cabezón (12.000€) | Matemático y divulgador científico                     | 6 de junio de 2024       | 86.000€  |
| El cazador Stars 39                  | Juanma López Iturriaga (1.000€)    | Exbaloncestista y presentador de televisión            | 6 de junio de 2024       | 86.000€  |
| El cazador Stars 39                  | Mikel López Iturriaga (1.100€)     | Periodista y crítico gastronómico                      | 6 de junio de 2024       | 86.000€  |
| El cazador Stars 40                  | Sara Hurtado (600€)                | Patinadora sobre hielo                                 | 7 de junio de 2024       | 20.000€  |
| El cazador Stars 40                  | Clara Montes (400€)                | Cantante                                               | 7 de junio de 2024       | 20.000€  |
| El cazador Stars 40                  | Colate Vallejo-Nágera              | Empresario, exmarido de Paulina Rubio                  | 7 de junio de 2024       | 20.000€  |
| El cazador Stars 40                  | Asaari Bibang (600€)               | Actriz y humorista                                     | 7 de junio de 2024       | 20.000€  |
| El cazador Stars 41                  | Eli Pinedo (600€)                  | Exjugadora de balonmano                                | 10 de junio de 2024      | 20.000€  |
| El cazador Stars 41                  | Estela Giménez (1.800€)            | Exgimnasta rítmica                                     | 10 de junio de 2024      | 20.000€  |
| El cazador Stars 41                  | Jorge Garbajosa (600€)             | Exjugador de baloncesto                                | 10 de junio de 2024      | 20.000€  |
| El cazador Stars 41                  | José Javier Hombrados (800€)       | Exjugador de balonmano                                 | 10 de junio de 2024      | 20.000€  |
| El cazador Stars 42                  | Ken Appledorn                      | Actor                                                  | 11 de junio de 2024      | 23.000€  |
| El cazador Stars 42                  | Charo Reina (900€)                 | Cantante                                               | 11 de junio de 2024      | 23.000€  |
| El cazador Stars 42                  | Jorge Garbajosa (600€)             | Exjugador de baloncesto                                | 11 de junio de 2024      | 23.000€  |
| El cazador Stars 42                  | Javier Veiga (1.600€)              | Actor                                                  | 11 de junio de 2024      | 23.000€  |
| El cazador Stars 43                  | Berta Collado (1.600€)             | Presentadora de televisión                             | 12 de junio de 2024      | 20.000€  |
| El cazador Stars 43                  | Daniela Requena (800€)             | Periodista                                             | 12 de junio de 2024      | 20.000€  |
| El cazador Stars 43                  | Ivonne Reyes                       | Presentadora de televisión y actriz                    | 12 de junio de 2024      | 20.000€  |
| El cazador Stars 43                  | Eupredio Pádula (1.600€)           | Periodista y colaborador de televisión                 | 12 de junio de 2024      | 20.000€  |
| El cazador Stars 44                  | Berta Collado                      | Presentadora de televisión                             | 13 de junio de 2024      | 23.000€  |
| El cazador Stars 44                  | Sebastián Gallego (1.600€)         | Copresentador del podcast La vida y tal                | 13 de junio de 2024      | 23.000€  |
| El cazador Stars 44                  | Alicia Senovilla (900€)            | Presentadora de televisión                             | 13 de junio de 2024      | 23.000€  |
| El cazador Stars 44                  | Antonia San Juan (1.600€)          | Actriz                                                 | 13 de junio de 2024      | 23.000€  |
| El cazador Stars 45                  | Agustín Jiménez (800€)             | Actor y humorista                                      | 14 de junio de 2024      | 26.000€  |
| El cazador Stars 45                  | Godeliv Van den Brandt (1.800€)    | Actriz                                                 | 14 de junio de 2024      | 26.000€  |
| El cazador Stars 45                  | Aless Gibaja                       | Influencer                                             | 14 de junio de 2024      | 26.000€  |
| El cazador Stars 45                  | Antonia San Juan                   | Actriz                                                 | 14 de junio de 2024      | 26.000€  |
| El cazador Stars 46                  | Silvia Jato                        | Presentadora de televisión                             | 17 de junio de 2024      | 29.000€  |
| El cazador Stars 46                  | Godeliv Van den Brandt (3.400€)    | Actriz                                                 | 17 de junio de 2024      | 29.000€  |
| El cazador Stars 46                  | Ricky Merino (300€)                | Cantante                                               | 17 de junio de 2024      | 29.000€  |
| El cazador Stars 46                  | Javier Capitán                     | Presentador de radio y televisión                      | 17 de junio de 2024      | 29.000€  |
| El cazador Stars 47                  | Odette Vans (1.200€)               | Influencer                                             | 18 de junio de 2024      | 32.000€  |
| El cazador Stars 47                  | Godeliv Van den Brandt (1.600€)    | Actriz                                                 | 18 de junio de 2024      | 32.000€  |
| El cazador Stars 47                  | Javier de Miguel                   | Modelo                                                 | 18 de junio de 2024      | 32.000€  |
| El cazador Stars 47                  | Manu Tenorio                       | Cantante                                               | 18 de junio de 2024      | 32.000€  |
| El cazador Stars 48                  | Felisuco (1.400€)                  | Presentador de televisión y político                   | 24 de junio de 2024      | 35.000€  |
| El cazador Stars 48                  | Godeliv Van den Brandt (1.400€)    | Actriz                                                 | 24 de junio de 2024      | 35.000€  |
| El cazador Stars 48                  | Beatriz Rico (1.800€)              | Actriz                                                 | 24 de junio de 2024      | 35.000€  |
| El cazador Stars 48                  | Helio Roque (1.000€)               | Creador de contenido en TikTok                         | 24 de junio de 2024      | 35.000€  |
| El cazador Stars 49                  | Felisuco                           | Presentador de televisión y político                   | 27 de junio de 2024      | 38.000€  |
| El cazador Stars 49                  | Samanta Villar (2.000€)            | Presentadora de televisión                             | 27 de junio de 2024      | 38.000€  |
| El cazador Stars 49                  | Mimi XXL (1.000€)                  | Creadora de contenido en YouTube                       | 27 de junio de 2024      | 38.000€  |
| El cazador Stars 49                  | Jenny Llada (300€)                 | Vedette y actriz                                       | 27 de junio de 2024      | 38.000€  |
| El cazador Stars 50                  | Lola Buzón (1.000€)                | Actriz                                                 | 28 de junio de 2024      | 41.000€  |
| El cazador Stars 50                  | Samanta Villar (1.200€)            | Presentadora de televisión                             | 28 de junio de 2024      | 41.000€  |
| El cazador Stars 50                  | Coral Bistuer                      | Karateca                                               | 28 de junio de 2024      | 41.000€  |
| El cazador Stars 50                  | Miguel de Miguel (1.400€)          | Actor                                                  | 28 de junio de 2024      | 41.000€  |
| El cazador Stars 51                  | Lola Buzón (800€)                  | Actriz                                                 | 3 de julio de 2024       | 44.000€  |
| El cazador Stars 51                  | Fonsi Nieto (2.000€)               | Expiloto y DJ                                          | 3 de julio de 2024       | 44.000€  |
| El cazador Stars 51                  | Paula Púa (700€)                   | Cómica                                                 | 3 de julio de 2024       | 44.000€  |
| El cazador Stars 51                  | Killer Queen (1.000€)              | Drag queen                                             | 3 de julio de 2024       | 44.000€  |
| El cazador Stars 52                  | Boris Izaguirre (4.800€)           | Escritor y presentador de televisión                   | 4 de julio de 2024       | 20.000€  |
| El cazador Stars 52                  | Rody Aragón (1.400€)               | Humorista y presentador de televisión                  | 4 de julio de 2024       | 20.000€  |
| El cazador Stars 52                  | Nico Abad (3.200€)                 | Presentador de televisión                              | 4 de julio de 2024       | 20.000€  |
| El cazador Stars 52                  | Carmen Morales (1.800€)            | Actriz                                                 | 4 de julio de 2024       | 20.000€  |
| El cazador Stars 53                  | Boris Izaguirre (1.600€)           | Escritor y presentador de televisión                   | 8 de julio de 2024       | 23.000€  |
| El cazador Stars 53                  | Marisa Jara                        | Modelo y actriz                                        | 8 de julio de 2024       | 23.000€  |
| El cazador Stars 53                  | Miguel de Lucas                    | Presentador de televisión                              | 8 de julio de 2024       | 23.000€  |
| El cazador Stars 53                  | Mireia Cabañes (1.400€)            | Subcampeona del mundo de parasurfing                   | 8 de julio de 2024       | 23.000€  |
| El cazador Stars 54                  | Boris Izaguirre                    | Escritor y presentador de televisión                   | 10 de julio de 2024      | 26.000€  |
| El cazador Stars 54                  | Elena Tablada                      | Diseñadora de joyas                                    | 10 de julio de 2024      | 26.000€  |
| El cazador Stars 54                  | Julius Bienert                     | Cocinero                                               | 10 de julio de 2024      | 26.000€  |
| El cazador Stars 54                  | Tigrillo (1.600€)                  | Generador de contenido                                 | 10 de julio de 2024      | 26.000€  |
| El cazador Stars 55                  | Xavier Deltell (600€)              | Actor y humorista                                      | 11 de julio de 2024      | 29.000€  |
| El cazador Stars 55                  | Iván Sánchez (2.200€)              | Actor                                                  | 11 de julio de 2024      | 29.000€  |
| El cazador Stars 55                  | Irene Esser                        | Actriz y modelo                                        | 11 de julio de 2024      | 29.000€  |
| El cazador Stars 55                  | Tigrillo (800€)                    | Generador de contenido                                 | 11 de julio de 2024      | 29.000€  |
| El cazador Stars 56                  | Gemma Palacio (1.200€)             | Generadora de contenido conocida como Esperansa Grasia | 17 de julio de 2024      | 32.000€  |
| El cazador Stars 56                  | María Gómez (1.600€)               | Presentadora de televisión y radio                     | 17 de julio de 2024      | 32.000€  |
| El cazador Stars 56                  | Rocío Muñoz                        | Presentadora de televisión y actriz                    | 17 de julio de 2024      | 32.000€  |
| El cazador Stars 56                  | Tigrillo (1.200€)                  | Generador de contenido                                 | 17 de julio de 2024      | 32.000€  |
| El cazador Stars 57                  | Gemma Palacio (1.400€)             | Generadora de contenido conocida como Esperansa Grasia | 18 de julio de 2024      | 35.000€  |
| El cazador Stars 57                  | Igor Yebra (3.200€)                | Bailarín y coreógrafo                                  | 18 de julio de 2024      | 35.000€  |
| El cazador Stars 57                  | Paloma Lago (700€)                 | Presentadora de televisión y modelo                    | 18 de julio de 2024      | 35.000€  |
| El cazador Stars 57                  | Mar Regueras                       | Actriz                                                 | 18 de julio de 2024      | 35.000€  |
| El cazador Stars 58                  | Gemma Palacio (2.400€)             | Generadora de contenido conocida como Esperansa Grasia | 19 de julio de 2024      | 38.000€  |
| El cazador Stars 58                  | Rosa Benito (600€)                 | Colaboradora de televisión, cuñada de Rocío Jurado     | 19 de julio de 2024      | 38.000€  |
| El cazador Stars 58                  | Rosario Mohedano                   | Cantante, sobrina de Rocío Jurado                      | 19 de julio de 2024      | 38.000€  |
| El cazador Stars 58                  | Raúl Tejón (2.000€)                | Actor                                                  | 19 de julio de 2024      | 38.000€  |
| El cazador Stars 59                  | Gemma Palacio (1.800€)             | Generadora de contenido conocida como Esperansa Grasia | 22 de julio de 2024      | 41.000€  |
| El cazador Stars 59                  | Manuel Martínez Velasco            | Actor, hijo de Concha Velasco                          | 22 de julio de 2024      | 41.000€  |
| El cazador Stars 59                  | Verónica Romero                    | Cantante                                               | 22 de julio de 2024      | 41.000€  |
| El cazador Stars 59                  | Ariane Hoyos (1.000€)              | Influencer                                             | 22 de julio de 2024      | 41.000€  |
| El cazador Stars 60                  | Fernando Sanz (1.600€)             | Actor                                                  | 23 de julio de 2024      | 44.000€  |
| El cazador Stars 60                  | Fran Perea (2.000€)                | Músico y actor                                         | 23 de julio de 2024      | 44.000€  |
| El cazador Stars 60                  | Albert Laro                        | Creador de contenido                                   | 23 de julio de 2024      | 44.000€  |
| El cazador Stars 60                  | Ariane Hoyos                       | Influencer                                             | 23 de julio de 2024      | 44.000€  |
| El cazador Stars 61                  | Nieves Herrero                     | Presentadora de televisión                             | 24 de julio de 2024      | 47.000€  |
| El cazador Stars 61                  | Fran Perea                         | Músico y actor                                         | 24 de julio de 2024      | 47.000€  |
| El cazador Stars 61                  | Irma Soriano (500€)                | Presentadora de televisión                             | 24 de julio de 2024      | 47.000€  |
| El cazador Stars 61                  | Héctor de Miguel (1.100€)          | Humorista                                              | 24 de julio de 2024      | 47.000€  |
| El cazador Stars 62                  | Tote Fernández (2.000€)            | Exfutbolista e influencer                              | 2 de septiembre de 2024  | 50.000€  |
| El cazador Stars 62                  | Minerva Piquero                    | Presentadora de televisión                             | 2 de septiembre de 2024  | 50.000€  |
| El cazador Stars 62                  | Alfonso Lara                       | Actor                                                  | 2 de septiembre de 2024  | 50.000€  |
| El cazador Stars 62                  | Héctor de Miguel (900€)            | Humorista                                              | 2 de septiembre de 2024  | 50.000€  |
| El cazador Stars 63                  | Tote Fernández (2.000€)            | Exfutbolista e influencer                              | 3 de septiembre de 2024  | 53.000€  |
| El cazador Stars 63                  | Ágatha Ruiz de la Prada (500€)     | Diseñadora de moda                                     | 3 de septiembre de 2024  | 53.000€  |
| El cazador Stars 63                  | Aníbal Gómez (1.000€)              | Cantante y actor                                       | 3 de septiembre de 2024  | 53.000€  |
| El cazador Stars 63                  | Loreto Valverde (600€)             | Presentadora de televisión, cantante y actriz          | 3 de septiembre de 2024  | 53.000€  |
| El cazador Stars 64                  | Víctor Clavijo (800€)              | Actor                                                  | 4 de septiembre de 2024  | 56.000€  |
| El cazador Stars 64                  | David Amor (600€)                  | Actor, humorista y presentador de televisión           | 4 de septiembre de 2024  | 56.000€  |
| El cazador Stars 64                  | Aníbal Gómez (2.000€)              | Cantante y actor                                       | 4 de septiembre de 2024  | 56.000€  |
| El cazador Stars 64                  | Paula Gonu (600€)                  | Influencer                                             | 4 de septiembre de 2024  | 56.000€  |
| El cazador Stars 65                  | Julio Iglesias, Jr.                | Cantante, hijo de Julio Iglesias e Isabel Preysler     | 5 de septiembre de 2024  | 59.000€  |
| El cazador Stars 65                  | Lorena Bernal                      | Actriz y modelo                                        | 5 de septiembre de 2024  | 59.000€  |
| El cazador Stars 65                  | Aníbal Gómez (900€)                | Cantante y actor                                       | 5 de septiembre de 2024  | 59.000€  |
| El cazador Stars 65                  | Eva Soriano (1.800€)               | Presentadora de televisión y humorista                 | 5 de septiembre de 2024  | 59.000€  |
| El cazador Stars 66                  | Ana Fernández-Villaverde (1.100€)  | Cantante                                               | 6 de septiembre de 2024  | 62.000€  |
| El cazador Stars 66                  | Eduardo Casanova                   | Actor y director de cine                               | 6 de septiembre de 2024  | 62.000€  |
| El cazador Stars 66                  | Marina Castaño                     | Periodista                                             | 6 de septiembre de 2024  | 62.000€  |
| El cazador Stars 66                  | Eva Soriano (1.600€)               | Presentadora de televisión y humorista                 | 6 de septiembre de 2024  | 62.000€  |
| El cazador Stars 67                  | Nacho Guerreros (1.000€)           | Actor                                                  | 9 de septiembre de 2024  | 20.000€  |
| El cazador Stars 67                  | Cristina Rodríguez                 | Diseñadora, estilista y actriz                         | 9 de septiembre de 2024  | 20.000€  |
| El cazador Stars 67                  | Arturo García Sancho (1.400€)      | Actor                                                  | 9 de septiembre de 2024  | 20.000€  |
| El cazador Stars 67                  | Alba Carrillo (1.400€)             | Modelo y colaboradora de televisión                    | 9 de septiembre de 2024  | 20.000€  |
| El cazador Stars 68                  | Cristina Gallego (1.000€)          | Actriz                                                 | 10 de septiembre de 2024 | 23.000€  |
| El cazador Stars 68                  | Guillermo Gracia Nuñez (1.200€)    | Campeón de natación adaptada                           | 10 de septiembre de 2024 | 23.000€  |
| El cazador Stars 68                  | Nerea Rodríguez (800€)             | Cantante                                               | 10 de septiembre de 2024 | 23.000€  |
| El cazador Stars 68                  | Alba Carrillo (1.000€)             | Modelo y colaboradora de televisión                    | 10 de septiembre de 2024 | 23.000€  |
| El cazador Stars 69                  | Mikel Herrán (2.200€)              | Arqueólogo y youtuber                                  | 11 de septiembre de 2024 | 20.000€  |
| El cazador Stars 69                  | Javier Veiga                       | Actor                                                  | 11 de septiembre de 2024 | 20.000€  |
| El cazador Stars 69                  | Lola Marceli (1.400€)              | Actriz                                                 | 11 de septiembre de 2024 | 20.000€  |
| El cazador Stars 69                  | Jacqueline de la Vega (1.000€)     | Modelo y presentadora de televisión                    | 11 de septiembre de 2024 | 20.000€  |
| El cazador Stars 70                  | Mikel Herrán (1.800€)              | Arqueólogo y youtuber                                  | 12 de septiembre de 2024 | 23.000€  |
| El cazador Stars 70                  | Lorena Castell (1.200€)            | Presentadora de televisión                             | 12 de septiembre de 2024 | 23.000€  |
| El cazador Stars 70                  | Rocío Vidal (1.600€)               | Youtuber                                               | 12 de septiembre de 2024 | 23.000€  |
| El cazador Stars 70                  | Antonio Albella                    | Cantante, DJ y actor                                   | 12 de septiembre de 2024 | 23.000€  |
| El cazador Stars 71                  | Mikel Herrán                       | Arqueólogo y youtuber                                  | 13 de septiembre de 2024 | 26.000€  |
| El cazador Stars 71                  | Patxi Salinas (1.000€)             | Exfutbolista                                           | 13 de septiembre de 2024 | 26.000€  |
| El cazador Stars 71                  | José Emilio Amavisca (2.200€)      | Exfutbolista                                           | 13 de septiembre de 2024 | 26.000€  |
| El cazador Stars 71                  | Kubalita (800€)                    | Exftubolista                                           | 13 de septiembre de 2024 | 26.000€  |
| El cazador Stars 72                  | Dennis González Boneu              | Deportista de natación sincronizada                    | 16 de septiembre de 2024 | 29.000€  |
| El cazador Stars 72                  | Patxi Salinas                      | Exfutbolista                                           | 16 de septiembre de 2024 | 29.000€  |
| El cazador Stars 72                  | Lydia Valentín (500€)              | Campeona olímpica en halterofilia                      | 16 de septiembre de 2024 | 29.000€  |
| El cazador Stars 72                  | Alberto Herrainz (600€)            | Campeón en powerbuilding                               | 16 de septiembre de 2024 | 29.000€  |
| El cazador Stars 73                  | Rubén González (1.800€)            | Generador de contenido conocido como Rubentonces       | 17 de septiembre de 2024 | 32.000€  |
| El cazador Stars 73                  | Roser                              | Cantante y presentadora de televisión                  | 17 de septiembre de 2024 | 32.000€  |
| El cazador Stars 73                  | Llum Barrera (1.600€)              | Actriz y humorista                                     | 17 de septiembre de 2024 | 32.000€  |
| El cazador Stars 73                  | Alberto Herrainz (1.000€)          | Campeón en powerbuilding                               | 17 de septiembre de 2024 | 32.000€  |
| El cazador Stars 74                  | Mariola Fuentes (300€)             | Actriz                                                 | 18 de septiembre de 2024 | 35.000€  |
| El cazador Stars 74                  | Teresa Baca                        | Modelo y presentadora de televisión                    | 18 de septiembre de 2024 | 35.000€  |
| El cazador Stars 74                  | Tamara García (500€)               | Generadora de contenido                                | 18 de septiembre de 2024 | 35.000€  |
| El cazador Stars 74                  | Alberto Herrainz (900€)            | Campeón en powerbuilding                               | 18 de septiembre de 2024 | 35.000€  |
| El cazador Stars 75                  | Odei Jainaga (1.000€)              | Lanzador de jabalina                                   | 27 de septiembre de 2024 | 38.000€  |
| El cazador Stars 75                  | Armando del Río (700€)             | Actor                                                  | 27 de septiembre de 2024 | 38.000€  |
| El cazador Stars 75                  | Eva Pedraza (700€)                 | Actriz y presentadora de televisión                    | 27 de septiembre de 2024 | 38.000€  |
| El cazador Stars 75                  | Alberto Herrainz (1.300€)          | Campeón en powerbuilding                               | 27 de septiembre de 2024 | 38.000€  |
| El cazador Stars 76                  | Marta Torné (1.400€)               | Actriz y presentadora de televisión                    | 4 de octubre de 2024     | 41.000€  |
| El cazador Stars 76                  | Armando del Río                    | Actor                                                  | 4 de octubre de 2024     | 41.000€  |
| El cazador Stars 76                  | Leo Rivera (1.400€)                | Actor                                                  | 4 de octubre de 2024     | 41.000€  |
| El cazador Stars 76                  | Lucía Jiménez                      | Actriz                                                 | 4 de octubre de 2024     | 41.000€  |
| El cazador Stars 77                  | Juan Amodeo (700€)                 | Humorista e influencer                                 | 11 de octubre de 2024    | 44.000€  |
| El cazador Stars 77                  | Uri Sàbat                          | Presentador de radio y televisión                      | 11 de octubre de 2024    | 44.000€  |
| El cazador Stars 77                  | Leo Rivera (600€)                  | Actor                                                  | 11 de octubre de 2024    | 44.000€  |
| El cazador Stars 77                  | Paloma del Río (600€)              | Periodista                                             | 11 de octubre de 2024    | 44.000€  |
| El cazador Stars 78                  | Omar Banana (700€)                 | Actor                                                  | 18 de octubre de 2024    | 47.000€  |
| El cazador Stars 78                  | Serafín Zubiri (600€)              | Cantante                                               | 18 de octubre de 2024    | 47.000€  |
| El cazador Stars 78                  | Leo Rivera (900€)                  | Actor                                                  | 18 de octubre de 2024    | 47.000€  |
| El cazador Stars 78                  | Julia Varela (800€)                | Periodista y presentadora de televisión                | 18 de octubre de 2024    | 47.000€  |
| El cazador Stars 79                  | Xuso Jones (1.200€)                | Cantante y presentador de televisión                   | 1 de noviembre de 2024   | 20.000€  |
| El cazador Stars 79                  | Thais Blume                        | Actriz                                                 | 1 de noviembre de 2024   | 20.000€  |
| El cazador Stars 79                  | Miguel Diosdado                    | Actor                                                  | 1 de noviembre de 2024   | 20.000€  |
| El cazador Stars 79                  | Ana Brito (1.400€)                 | Influencer y cómica                                    | 1 de noviembre de 2024   | 20.000€  |
| El cazador Stars 80                  | Xuso Jones (1.400€)                | Cantante y presentador de televisión                   | 8 de noviembre de 2024   | 23.000€  |
| El cazador Stars 80                  | Mariam Hernández                   | Actriz                                                 | 8 de noviembre de 2024   | 23.000€  |
| El cazador Stars 80                  | Fernando Andina (1.600€)           | Actor                                                  | 8 de noviembre de 2024   | 23.000€  |
| El cazador Stars 80                  | Marta Arce Payno (1.400€)          | Medallista paralímpica en judo adaptado                | 8 de noviembre de 2024   | 23.000€  |
| El cazador Stars 81                  | Fernando Ramos (700€)              | Compositor y guitarrista                               | 15 de noviembre de 2024  | 26.000€  |
| El cazador Stars 81                  | Diana Palazón (1.000€)             | Actriz                                                 | 15 de noviembre de 2024  | 26.000€  |
| El cazador Stars 81                  | Fernando Andina (800€)             | Actor                                                  | 15 de noviembre de 2024  | 26.000€  |
| El cazador Stars 81                  | Benja Serra (1.200€)               | Tiktoker                                               | 15 de noviembre de 2024  | 26.000€  |
| El cazador Stars 82                  | Lucía Galán (900€)                 | Escritora y pediatra                                   | 22 de noviembre de 2024  | 29.000€  |
| El cazador Stars 82                  | Diana Palazón                      | Actriz                                                 | 22 de noviembre de 2024  | 29.000€  |
| El cazador Stars 82                  | Alex de la Croix (1.000€)          | Cineasta y actriz                                      | 22 de noviembre de 2024  | 29.000€  |
| El cazador Stars 82                  | Juan Dávila                        | Cómico                                                 | 22 de noviembre de 2024  | 29.000€  |
| El cazador Stars 83                  | Lucía Galán (2.600€)               | Escritora y pediatra                                   | 6 de diciembre de 2024   | 32.000€  |
| El cazador Stars 83                  | Samantha Gilabert (800€)           | Cantante                                               | 6 de diciembre de 2024   | 32.000€  |
| El cazador Stars 83                  | Rayden                             | Cantante y productor musical                           | 6 de diciembre de 2024   | 32.000€  |
| El cazador Stars 83                  | Damián Quintero (400€)             | Karatekista                                            | 6 de diciembre de 2024   | 32.000€  |
| El cazador Stars 84                  | Lucía Galán (2.200€)               | Escritora y pediatra                                   | 13 de diciembre de 2024  | 35.000€  |
| El cazador Stars 84                  | Almácor (400€)                     | Cantante                                               | 13 de diciembre de 2024  | 35.000€  |
| El cazador Stars 84                  | Pepe Navarro                       | Presentador de televisión                              | 13 de diciembre de 2024  | 35.000€  |
| El cazador Stars 84                  | Sofía Mazagatos (300€)             | Modelo                                                 | 13 de diciembre de 2024  | 35.000€  |
| El cazador Stars 85                  | Lucía Galán (1.000€)               | Escritora y pediatra                                   | 20 de diciembre de 2024  | 38.000€  |
| El cazador Stars 85                  | Clara Carusa                       | Poeta                                                  | 20 de diciembre de 2024  | 38.000€  |
| El cazador Stars 85                  | Jimmy Castro (500€)                | Actor                                                  | 20 de diciembre de 2024  | 38.000€  |
| El cazador Stars 85                  | Anthony Blake (500€)               | Mentalista e ilusionista                               | 20 de diciembre de 2024  | 38.000€  |
| El cazador Stars 86                  | Lucía Galán (1.100€)               | Escritora y pediatra                                   | 27 de diciembre de 2024  | 41.000€  |
| El cazador Stars 86                  | Cristina Torres (500€)             | Actriz, Desi en Verano Azul                            | 27 de diciembre de 2024  | 41.000€  |
| El cazador Stars 86                  | Miguel Joven                       | Actor, Tito en Verano Azul                             | 27 de diciembre de 2024  | 41.000€  |
| El cazador Stars 86                  | Miguel Ángel Valero (600€)         | Profesor y actor infantil, Piraña en Verano Azul       | 27 de diciembre de 2024  | 41.000€  |
| El cazador Stars 87                  | Lucía Galán (1.000€)               | Escritora y pediatra                                   | 3 de enero de 2025       | 44.000€  |
| El cazador Stars 87                  | Roi Méndez (700€)                  | Cantante                                               | 3 de enero de 2025       | 44.000€  |
| El cazador Stars 87                  | Joana Pastrana (1.800€)            | Exboxeadora                                            | 3 de enero de 2025       | 44.000€  |
| El cazador Stars 87                  | Marta Belenguer (1.400€)           | Actriz                                                 | 3 de enero de 2025       | 44.000€  |
| El cazador Stars 88                  | Javier Coronas (1.400€)            | Humorista y presentador                                | 10 de enero de 2025      | 20.000€  |
| El cazador Stars 88                  | Carlotta Cosials (600€)            | Cantante y actriz                                      | 10 de enero de 2025      | 20.000€  |
| El cazador Stars 88                  | Alberto Ávila (500€)               | Atletista paralímpico                                  | 10 de enero de 2025      | 20.000€  |
| El cazador Stars 88                  | Isabel Ordaz (1.000€)              | Actriz                                                 | 10 de enero de 2025      | 20.000€  |
| El cazador Stars 89                  | Tino Fernández                     | Cantante y actor, ficha roja de Parchís                | 17 de enero de 2025      | 23.000€  |
| El cazador Stars 89                  | Carlotta Cosials (100€)            | Cantante y actriz                                      | 17 de enero de 2025      | 23.000€  |
| El cazador Stars 89                  | Francisco Díaz Teres (800€)        | Cantante y fotógrafo, ficha azul de Parchís            | 17 de enero de 2025      | 23.000€  |
| El cazador Stars 89                  | Gemma Prat (500€)                  | Cantante, ficha verde de Parchís                       | 17 de enero de 2025      | 23.000€  |
| El cazador Stars 90                  | Defreds (1.400€)                   | Escritor                                               | 24 de enero de 2025      | 26.000€  |
| El cazador Stars 90                  | Carlotta Cosials (600€)            | Cantante y actriz                                      | 24 de enero de 2025      | 26.000€  |
| El cazador Stars 90                  | Bob Pop (800€)                     | Crítico de televisión                                  | 24 de enero de 2025      | 26.000€  |
| El cazador Stars 90                  | Pepa Aniorte (400€)                | Actriz                                                 | 24 de enero de 2025      | 26.000€  |
| El cazador Stars 91                  | Chelo Vivares (600€)               | Actriz, Espinete en Barrio Sésamo                      | 31 de enero de 2025      | 29.000€  |
| El cazador Stars 91                  | Ruth Gabriel (800€)                | Actriz                                                 | 31 de enero de 2025      | 29.000€  |
| El cazador Stars 91                  | Bob Pop (1.200€)                   | Crítico de televisión                                  | 31 de enero de 2025      | 29.000€  |
| El cazador Stars 91                  | Isabel Castro (300€)               | Ana en Barrio Sésamo                                   | 31 de enero de 2025      | 29.000€  |

Notas
1. ↑  Pese a que fue Gemma Mengual la concursante que más aciertos obtuvo en la caza final del anterior programa, por compromisos profesionales no pudo continuar en el concurso, sustituyéndola Marta Vaquerizo como segunda concursante con más aciertos.
2. ↑  Pese a que fue Sara Escudero la concursante que más aciertos obtuvo en la caza final del anterior programa, por compromisos profesionales no pudo continuar en el concurso, sustituyéndola Juanjo Pardo como segundo concursante con más aciertos.

     El concursante gana al cazador en la caza individual y pasa a la caza final. A partir de la versión Stars si el concursante gana al cazador en la caza individual, además de pasar a la caza final y luchar por el bote, lo que haya acumulado en esta ronda es destinado a la ONG elegida.
     Gana(n) la caza final al cazador y el dinero destinado a las ONG elegidas. A partir de la versión Stars si los concursantes ganan al cazador en la caza final, el bote del programa es destinado a las ONG elegidas.

## Programas y audiencias

### El cazador(2020 - actualidad)
| Etapa | Etapa | Temporada | Episodios                | Estreno                  | Final                    | Audiencia media | Audiencia media |
| Etapa | Etapa | Temporada | Episodios                | Estreno                  | Final                    | Espectadores    | Cuota           |
| ----- | ----- | --------- | ------------------------ | ------------------------ | ------------------------ | --------------- | --------------- |
|       | 1     | 1.ª       | 65                       | 10 de febrero de 2020    | 24 de junio de 2020      | 650 000         | 6,2%            |
| 2.ª   | 1     | 62        | 25 de junio de 2020      | 18 de septiembre de 2020 | 650 000                  | 7,5%            |                 |
| 3.ª   | 1     | 76        | 21 de septiembre de 2020 | 13 de enero de 2021      | 883 000                  | 7,8%            |                 |
| 4.ª   | 1     | 73        | 14 de enero de 2021      | 28 de abril de 2021      | 959 000                  | 8,5%            |                 |
| 5.ª   | 1     | 73        | 29 de abril de 2021      | 28 de septiembre de 2021 | 620 000                  | 7,1%            |                 |
| 6.ª   | 1     | 69        | 29 de septiembre de 2021 | 12 de enero de 2022      | 800 000                  | 8,5%            |                 |
| 7.ª   | 1     | 75        | 13 de enero de 2022      | 2 de mayo de 2022        | 842 000                  | 8,9%            |                 |
|       | 2     | 8.ª       | 73                       | 3 de mayo de 2022        | 30 de septiembre de 2022 | 692 000         | 9,0%            |
| 9.ª   | 2     | 73        | 3 de octubre de 2022     | 16 de enero de 2023      | 1 061 000                | 10,9%           |                 |
| 10.ª  | 2     | 76        | 17 de enero de 2023      | 2 de mayo de 2023        | 991 000                  | 10,5%           |                 |
| 11.ª  | 2     | 84        | 3 de mayo de 2023        | 13 de octubre de 2023    | 778 000                  | 9,9%            |                 |
| 12.ª  | 2     | 125       | 16 de octubre de 2023    | 8 de abril de 2024       | 973 000                  | 10,2%           |                 |
|       | 3     | 13.ª      | 143                      | 10 de abril de 2024      | 10 de febrero de 2025    | 638 000         | 7,8%            |
| 14.ª  | 3     | 41        | 11 de febrero de 2025    | 19 de mayo de 2025       | 521 000                  | 6,8%            |                 |
| Media | Media | Media     | 1126                     | 10 de febrero de 2020    | 19 de mayo de 2025       | 790 000         | 8,5%            |

#### Etapa 1 (febrero 2020 - mayo 2022)
| Programas emitidos | Programas emitidos | Programas emitidos | Programas emitidos |
| N.º                | Fecha de emisión   | Audiencia          | Audiencia          |
| N.º                | Fecha de emisión   | Espectadores       | Share              |
| ------------------ | ------------------ | ------------------ | ------------------ |
| Temporada 1        |                    |                    |                    |
| 1                  | 10/02/2020         | 774 000            | 7,4%               |
| 2                  | 11/02/2020         | 677 000            | 6,6%               |
| 3                  | 12/02/2020         | 648 000            | 6,3%               |
| 4                  | 13/02/2020         | 674 000            | 6,8%               |
| 5                  | 14/02/2020         | 653 000            | 6,7%               |
| 6                  | 17/02/2020         | 716 000            | 6,8%               |
| 7                  | 18/02/2020         | 710 000            | 7,0%               |
| 8                  | 19/02/2020         | 775 000            | 7,8%               |
| 9                  | 20/02/2020         | 754 000            | 7,5%               |
| 10                 | 21/02/2020         | 608 000            | 6,2%               |
| 11                 | 24/02/2020         | 732 000            | 7,2%               |
| 12                 | 25/02/2020         | 614 000            | 5,9%               |
| 13                 | 26/02/2020         | 662 000            | 6,7%               |
| 14                 | 27/02/2020         | 669 000            | 6,7%               |
| 15                 | 28/02/2020         | 720 000            | 7,5%               |
| 16                 | 02/03/2020         | 762 000            | 7,2%               |
| 17                 | 03/03/2020         | 674 000            | 6,7%               |
| 18                 | 04/03/2020         | 710 000            | 7,3%               |
| 19                 | 05/03/2020         | 743 000            | 7,5%               |
| 20                 | 06/03/2020         | 682 000            | 6,6%               |
| 21                 | 09/03/2020         | 661 000            | 6,7%               |
| 22                 | 10/03/2020         | 720 000            | 7,1%               |
| 23                 | 11/03/2020         | 706 000            | 7,1%               |
| 24                 | 12/03/2020         | 856 000            | 7,7%               |
| 25                 | 13/03/2020         | 759 000            | 6,1%               |
| 26                 | 16/03/2020         | 1 149 000          | 6,8%               |
| 27                 | 17/03/2020         | 889 000            | 5,8%               |
| 28                 | 18/03/2020         | 884 000            | 5,5%               |
| 29                 | 04/05/2020         | 560 000            | 4,9%               |
| 30                 | 05/05/2020         | 564 000            | 4,8%               |
| 31                 | 06/05/2020         | 559 000            | 4,9%               |
| 32                 | 07/05/2020         | 629 000            | 5,4%               |
| 33                 | 11/05/2020         | 534 000            | 4,8%               |
| 34                 | 12/05/2020         | 590 000            | 5,1%               |
| 35                 | 13/05/2020         | 621 000            | 5,3%               |
| 36                 | 14/05/2020         | 609 000            | 5,0%               |
| 37                 | 15/05/2020         | 609 000            | 4,8%               |
| 38                 | 18/05/2020         | 606 000            | 5,8%               |
| 39                 | 19/05/2020         | 592 000            | 5,8%               |
| 40                 | 20/05/2020         | 628 000            | 5,9%               |
| 41                 | 21/05/2020         | 620 000            | 5,9%               |
| 42                 | 22/05/2020         | 584 000            | 5,5%               |
| 43                 | 25/05/2020         | 550 000            | 5,5%               |
| 44                 | 26/05/2020         | 520 000            | 5,1%               |
| 45                 | 27/05/2020         | 642 000            | 6,5%               |
| 46                 | 28/05/2020         | 535 000            | 5,3%               |
| 47                 | 29/05/2020         | 559 000            | 5,5%               |
| 48                 | 01/06/2020         | 563 000            | 5,3%               |
| 49                 | 02/06/2020         | 578 000            | 5,7%               |
| 50                 | 03/06/2020         | 587 000            | 5,7%               |
| 51                 | 04/06/2020         | 531 000            | 5,0%               |
| 52                 | 05/06/2020         | 590 000            | 5,9%               |
| 53                 | 08/06/2020         | 624 000            | 6,2%               |
| 54                 | 09/06/2020         | 611 000            | 6,1%               |
| 55                 | 10/06/2020         | 598 000            | 6,3%               |
| 56                 | 11/06/2020         | 656 000            | 6,5%               |
| 57                 | 12/06/2020         | 647 000            | 6,3%               |
| 58                 | 15/06/2020         | 568 000            | 6,0%               |
| 59                 | 16/06/2020         | 616 000            | 6,2%               |
| 60                 | 17/06/2020         | 543 000            | 5,9%               |
| 61                 | 18/06/2020         | 615 000            | 6,6%               |
| 62                 | 19/06/2020         | 521 000            | 5,8%               |
| 63                 | 22/06/2020         | 558 000            | 5,8%               |
| 64                 | 23/06/2020         | 540 000            | 5,6%               |
| 65                 | 24/06/2020         | 613 000            | 6,2%               |
| TOTAL              | TOTAL              | 650 000            | 6,2%               |
| Temporada 2        |                    |                    |                    |
| 66                 | 25/06/2020         | 580 000            | 6,3%               |
| 67                 | 26/06/2020         | 575 000            | 6,4%               |
| 68                 | 29/06/2020         | 579 000            | 6,2%               |
| 69                 | 30/06/2020         | 575 000            | 6,2%               |
| 70                 | 01/07/2020         | 561 000            | 6,5%               |
| 71                 | 02/07/2020         | 658 000            | 7,6%               |
| 72                 | 03/07/2020         | 528 000            | 6,3%               |
| 73                 | 06/07/2020         | 610 000            | 6,5%               |
| 74                 | 07/07/2020         | 572 000            | 6,4%               |
| 75                 | 08/07/2020         | 561 000            | 6,3%               |
| 76                 | 09/07/2020         | 513 000            | 6,0%               |
| 77                 | 10/07/2020         | 523 000            | 6,0%               |
| 78                 | 13/07/2020         | 566 000            | 6,2%               |
| 79                 | 14/07/2020         | 571 000            | 6,8%               |
| 80                 | 15/07/2020         | 694 000            | 6,2%               |
| 81                 | 16/07/2020         | 673 000            | 7,6%               |
| 82                 | 17/07/2020         | 675 000            | 8,1%               |
| 83                 | 20/07/2020         | 723 000            | 8,0%               |
| 84                 | 21/07/2020         | 749 000            | 8,9%               |
| 85                 | 22/07/2020         | 669 000            | 7,6%               |
| 86                 | 23/07/2020         | 797 000            | 9,2%               |
| 87                 | 24/07/2020         | 706 000            | 8,1%               |
| 88                 | 27/07/2020         | 711 000            | 8,0%               |
| 89                 | 28/07/2020         | 642 000            | 7,4%               |
| 90                 | 29/07/2020         | 663 000            | 7,6%               |
| 91                 | 30/07/2020         | 602 000            | 6,8%               |
| 92                 | 31/07/2020         | 740 000            | 8,5%               |
| 93                 | 03/08/2020         | 639 000            | 7,1%               |
| 94                 | 04/08/2020         | 583 000            | 7,0%               |
| 95                 | 05/08/2020         | 633 000            | 7,7%               |
| 96                 | 06/08/2020         | 641 000            | 7,6%               |
| 97                 | 09/08/2020         | 696 000            | 8,5%               |
| 98                 | 10/08/2020         | 688 000            | 8,0%               |
| 99                 | 11/08/2020         | 699 000            | 8,1%               |
| 100                | 12/08/2020         | 675 000            | 8,0%               |
| 101                | 13/08/2020         | 744 000            | 8,8%               |
| 102                | 14/08/2020         | 606 000            | 7,3%               |
| 103                | 17/08/2020         | 638 000            | 7,2%               |
| 104                | 18/08/2020         | 663 000            | 8,0%               |
| 105                | 19/08/2020         | 622 000            | 7,5%               |
| 106                | 20/08/2020         | 610 000            | 7,3%               |
| 107                | 21/08/2020         | 597 000            | 7,1%               |
| 108                | 24/08/2020         | 658 000            | 7,9%               |
| 109                | 25/08/2020         | 676 000            | 8,2%               |
| 110                | 26/08/2020         | 732 000            | 8,4%               |
| 111                | 27/08/2020         | 692 000            | 8,4%               |
| 112                | 28/08/2020         | 680 000            | 7,9%               |
| 113                | 31/08/2020         | 686 000            | 7,7%               |
| 114                | 01/09/2020         | 623 000            | 7,2%               |
| 115                | 02/09/2020         | 631 000            | 7,3%               |
| 116                | 03/09/2020         | 770 000            | 9,3%               |
| 117                | 04/09/2020         | 687 000            | 8,4%               |
| 118                | 07/09/2020         | 706 000            | 8,1%               |
| 119                | 08/09/2020         | 736 000            | 8,6%               |
| 120                | 09/09/2020         | 647 000            | 7,5%               |
| 121                | 10/09/2020         | 634 000            | 7,6%               |
| 122                | 11/09/2020         | 604 000            | 7,6%               |
| 123                | 14/09/2020         | 758 000            | 8,7%               |
| 124                | 15/09/2020         | 683 000            | 8,0%               |
| 125                | 16/09/2020         | 662 000            | 7,8%               |
| 126                | 17/09/2020         | 649 000            | 7,3%               |
| 127                | 18/09/2020         | 756 000            | 8,1%               |
| TOTAL              | TOTAL              | 652 000            | 7,5%               |
| Temporada 3        |                    |                    |                    |
| 128                | 21/09/2020         | 686 000            | 7,8%               |
| 129                | 22/09/2020         | 728 000            | 8,1%               |
| 130                | 23/09/2020         | 733 000            | 8,2%               |
| 131                | 24/09/2020         | 727 000            | 8,0%               |
| 132                | 25/09/2020         | 721 000            | 8,0%               |
| 133                | 28/09/2020         | 703 000            | 8,0%               |
| 134                | 29/09/2020         | 701 000            | 7,9%               |
| 135                | 30/09/2020         | 650 000            | 7,4%               |
| 136                | 01/10/2020         | 697 000            | 7,5%               |
| 137                | 02/10/2020         | 731 000            | 7,0%               |
| 138                | 05/10/2020         | 766 000            | 8,0%               |
| 139                | 06/10/2020         | 708 000            | 7,8%               |
| 140                | 07/10/2020         | 671 000            | 7,3%               |
| 141                | 08/10/2020         | 744 000            | 8,3%               |
| 142                | 09/10/2020         | 746 000            | 8,2%               |
| 143                | 13/10/2020         | 862 000            | 9,1%               |
| 144                | 14/10/2020         | 734 000            | 7,5%               |
| 145                | 15/10/2020         | 726 000            | 7,7%               |
| 146                | 19/10/2020         | 781 000            | 7,7%               |
| 147                | 20/10/2020         | 849 000            | 7,4%               |
| 148                | 21/10/2020         | 687 000            | 6,3%               |
| 149                | 22/10/2020         | 784 000            | 7,3%               |
| 150                | 23/10/2020         | 724 000            | 7,5%               |
| 151                | 26/10/2020         | 803 000            | 7,0%               |
| 152                | 27/10/2020         | 823 000            | 7,2%               |
| 153                | 28/10/2020         | 764 000            | 6,7%               |
| 154                | 29/10/2020         | 785 000            | 7,2%               |
| 155                | 30/10/2020         | 864 000            | 7,9%               |
| 156                | 02/11/2020         | 885 000            | 7,0%               |
| 157                | 03/11/2020         | 903 000            | 7,4%               |
| 158                | 04/11/2020         | 837 000            | 6,8%               |
| 159                | 05/11/2020         | 838 000            | 6,9%               |
| 160                | 06/11/2020         | 874 000            | 7,5%               |
| 161                | 09/11/2020         | 895 000            | 7,5%               |
| 162                | 10/11/2020         | 849 000            | 7,4%               |
| 163                | 11/11/2020         | 875 000            | 8,1%               |
| 164                | 12/11/2020         | 946 000            | 8,0%               |
| 165                | 13/11/2020         | 937 000            | 7,9%               |
| 166                | 16/11/2020         | 939 000            | 7,8%               |
| 167                | 17/11/2020         | 995 000            | 8,5%               |
| 168                | 18/11/2020         | 926 000            | 7,9%               |
| 169                | 19/11/2020         | 894 000            | 7,6%               |
| 170                | 20/11/2020         | 919 000            | 7,8%               |
| 171                | 23/11/2020         | 932 000            | 7,7%               |
| 172                | 24/11/2020         | 918 000            | 7,6%               |
| 173                | 25/11/2020         | 851 000            | 7,0%               |
| 174                | 26/11/2020         | 1 003 000          | 8,1%               |
| 175                | 27/11/2020         | 1 014 000          | 8,1%               |
| 176                | 30/11/2020         | 961 000            | 7,9%               |
| 177                | 01/12/2020         | 806 000            | 6,8%               |
| 178                | 02/12/2020         | 868 000            | 7,2%               |
| 179                | 03/12/2020         | 950 000            | 7,9%               |
| 180                | 04/12/2020         | 1 114 000          | 8,9%               |
| 181                | 09/12/2020         | 1 002 000          | 8,4%               |
| 182                | 10/12/2020         | 934 000            | 7,7%               |
| 183                | 11/12/2020         | 937 000            | 7,9%               |
| 184                | 14/12/2020         | 974 000            | 8,3%               |
| 185                | 15/12/2020         | 961 000            | 8,5%               |
| 186                | 16/12/2020         | 969 000            | 8,1%               |
| 187                | 17/12/2020         | 932 000            | 8,2%               |
| 188                | 18/12/2020         | 865 000            | 7,5%               |
| 189                | 21/12/2020         | 973 000            | 8,5%               |
| 190                | 22/12/2020         | 1 042 000          | 9,0%               |
| 191                | 23/12/2020         | 969 000            | 8,7%               |
| 192                | 24/12/2020         | 1 025 000          | 8,5%               |
| 193                | 28/12/2020         | 998 000            | 7,9%               |
| 194                | 29/12/2020         | 1 048 000          | 8,2%               |
| 195                | 30/12/2020         | 1 065 000          | 9,0%               |
| 196                | 31/12/2020         | 1 072 000          | 8,7%               |
| 197                | 04/01/2021         | 1 008 000          | 8,2%               |
| 198                | 05/01/2021         | 980 000            | 7,8%               |
| 199                | 07/01/2021         | 1 125 000          | 8,3%               |
| 200                | 08/01/2021         | 1 146 000          | 8,2%               |
| 201                | 11/01/2021         | 1 096 000          | 8,4%               |
| 202                | 12/01/2021         | 1 108 000          | 8,7%               |
| 203                | 13/01/2021         | 1 028 000          | 8,1%               |
| TOTAL              | TOTAL              | 883 000            | 7,8%               |
| Temporada 4        |                    |                    |                    |
| 204                | 14/01/2021         | 1 160 000          | 9,2%               |
| 205                | 15/01/2021         | 1 131 000          | 8,8%               |
| 206                | 18/01/2021         | 1 122 000          | 8,7%               |
| 207                | 19/01/2021         | 1 078 000          | 8,2%               |
| 208                | 21/01/2021         | 1 093 000          | 8,3%               |
| 209                | 22/01/2021         | 1 095 000          | 8,1%               |
| 210                | 25/01/2021         | 1 136 000          | 8,4%               |
| 211                | 26/01/2021         | 1 072 000          | 8,4%               |
| 212                | 27/01/2021         | 1 058 000          | 8,3%               |
| 213                | 28/01/2021         | 1 142 000          | 9,3%               |
| 214                | 29/01/2021         | 1 020 000          | 8,2%               |
| 215                | 01/02/2021         | 1 061 000          | 8,2%               |
| 216                | 02/02/2021         | 1 114 000          | 8,9%               |
| 217                | 03/02/2021         | 1 106 000          | 9,0%               |
| 218                | 04/02/2021         | 1 130 000          | 8,9%               |
| 219                | 05/02/2021         | 1 152 000          | 9,1%               |
| 220                | 08/02/2021         | 1 227 000          | 9,7%               |
| 221                | 09/02/2021         | 1 172 000          | 9,1%               |
| 222                | 10/02/2021         | 1 043 000          | 8,4%               |
| 223                | 11/02/2021         | 973 000            | 8,1%               |
| 224                | 12/02/2021         | 1 015 000          | 8,5%               |
| 225                | 15/02/2021         | 972 000            | 8,0%               |
| 226                | 16/02/2021         | 1 045 000          | 8,6%               |
| 227                | 17/02/2021         | 989 000            | 8,4%               |
| 228                | 18/02/2021         | 970 000            | 8,3%               |
| 229                | 19/02/2021         | 979 000            | 8,4%               |
| 230                | 22/02/2021         | 975 000            | 8,1%               |
| 231                | 23/02/2021         | 931 000            | 8,2%               |
| 232                | 24/02/2021         | 936 000            | 8,3%               |
| 233                | 25/02/2021         | 1 000 000          | 8,5%               |
| 234                | 26/02/2021         | 997 000            | 9,1%               |
| 235                | 01/03/2021         | 996 000            | 8,1%               |
| 236                | 02/03/2021         | 970 000            | 8,8%               |
| 237                | 03/03/2021         | 913 000            | 8,3%               |
| 238                | 04/03/2021         | 979 000            | 8,7%               |
| 239                | 05/03/2021         | 963 000            | 8,9%               |
| 240                | 08/03/2021         | 1 066 000          | 9,0%               |
| 241                | 09/03/2021         | 938 000            | 8,2%               |
| 242                | 10/03/2021         | 944 000            | 8,3%               |
| 243                | 11/03/2021         | 1 006 000          | 9,1%               |
| 244                | 12/03/2021         | 958 000            | 9,3%               |
| 245                | 15/03/2021         | 994 000            | 8,9%               |
| 246                | 16/03/2021         | 878 000            | 8,2%               |
| 247                | 17/03/2021         | 957 000            | 8,8%               |
| 248                | 18/03/2021         | 973 000            | 8,7%               |
| 249                | 19/03/2021         | 975 000            | 8,0%               |
| 250                | 22/03/2021         | 895 000            | 8,1%               |
| 251                | 23/03/2021         | 889 000            | 8,5%               |
| 252                | 24/03/2021         | 933 000            | 8,4%               |
| 253                | 25/03/2021         | 872 000            | 8,6%               |
| 254                | 26/03/2021         | 854 000            | 8,4%               |
| 255                | 29/03/2021         | 842 000            | 8,5%               |
| 256                | 30/03/2021         | 790 000            | 8,1%               |
| 257                | 31/03/2021         | 783 000            | 8,5%               |
| 258                | 01/04/2021         | 840 000            | 8,4%               |
| 259                | 05/04/2021         | 837 000            | 8,3%               |
| 260                | 06/04/2021         | 801 000            | 8,1%               |
| 261                | 07/04/2021         | 899 000            | 8,8%               |
| 262                | 08/04/2021         | 815 000            | 8,2%               |
| 263                | 09/04/2021         | 871 000            | 8,3%               |
| 264                | 12/04/2021         | 831 000            | 8,4%               |
| 265                | 13/04/2021         | 888 000            | 8,4%               |
| 266                | 14/04/2021         | 786 000            | 7,8%               |
| 267                | 15/04/2021         | 785 000            | 7,7%               |
| 268                | 16/04/2021         | 801 000            | 8,1%               |
| 269                | 19/04/2021         | 752 000            | 7,6%               |
| 270                | 20/04/2021         | 871 000            | 8,4%               |
| 271                | 21/04/2021         | 804 000            | 7,5%               |
| 272                | 22/04/2021         | 765 000            | 7,5%               |
| 273                | 23/04/2021         | 836 000            | 8,8%               |
| 274                | 26/04/2021         | 926 000            | 9,0%               |
| 275                | 27/04/2021         | 822 000            | 8,0%               |
| 276                | 28/04/2021         | 809 000            | 7,9%               |
| TOTAL              | TOTAL              | 959 000            | 8,5%               |
| Temporada 5        |                    |                    |                    |
| 277                | 29/04/2021         | 819 000            | 7,7%               |
| 278                | 30/04/2021         | 694 000            | 7,4%               |
| 279                | 03/05/2021         | 811 000            | 8,0%               |
| 280                | 04/05/2021         | 656 000            | 7,1%               |
| 281                | 05/05/2021         | 658 000            | 7,5%               |
| 282                | 06/05/2021         | 558 000            | 6,3%               |
| 283                | 07/05/2021         | 617 000            | 7,4%               |
| 284                | 10/05/2021         | 604 000            | 6,2%               |
| 285                | 11/05/2021         | 644 000            | 7,0%               |
| 286                | 12/05/2021         | 648 000            | 7,3%               |
| 287                | 13/05/2021         | 656 000            | 7,0%               |
| 288                | 14/05/2021         | 559 000            | 6,4%               |
| 289                | 17/05/2021         | 659 000            | 7,4%               |
| 290                | 18/05/2021         | 612 000            | 6,8%               |
| 291                | 19/05/2021         | 613 000            | 6,9%               |
| 292                | 20/05/2021         | 559 000            | 6,5%               |
| 293                | 21/05/2021         | 681 000            | 7,8%               |
| 294                | 24/05/2021         | 703 000            | 7,7%               |
| 295                | 25/05/2021         | 555 000            | 6,6%               |
| 296                | 26/05/2021         | 565 000            | 6,6%               |
| 297                | 27/05/2021         | 612 000            | 6,9%               |
| 298                | 28/05/2021         | 590 000            | 7,0%               |
| 299                | 31/05/2021         | 603 000            | 6,4%               |
| 300                | 01/06/2021         | 589 000            | 6,6%               |
| 301                | 02/06/2021         | 631 000            | 7,6%               |
| 302                | 03/06/2021         | 567 000            | 6,4%               |
| 303                | 04/06/2021         | 558 000            | 7,9%               |
| 304                | 07/06/2021         | 561 000            | 6,8%               |
| 305                | 08/06/2021         | 524 000            | 7,6%               |
| 306                | 09/06/2021         | 565 000            | 6,9%               |
| 307                | 10/06/2021         | 579 000            | 7,2%               |
| 308                | 11/06/2021         | 691 000            | 8,0%               |
| 309                | 14/06/2021         | 585 000            | 6,6%               |
| 310                | 15/06/2021         | 530 000            | 6,1%               |
| 311                | 16/06/2021         | 583 000            | 6,8%               |
| 312                | 17/06/2021         | 571 000            | 6,1%               |
| 313                | 18/06/2021         | 612 000            | 7,2%               |
| 314                | 21/06/2021         | 582 000            | 6,5%               |
| 315                | 22/06/2021         | 603 000            | 7,1%               |
| 316                | 23/06/2021         | 457 000            | 4,0%               |
| 317                | 24/06/2021         | 540 000            | 6,4%               |
| 318                | 25/06/2021         | 541 000            | 6,9%               |
| 319                | 28/06/2021         | 480 000            | 4,0%               |
| 320                | 29/06/2021         | 597 000            | 6,3%               |
| 321                | 30/06/2021         | 649 000            | 8,1%               |
| 322                | 01/07/2021         | 637 000            | 7,9%               |
| 323                | 05/07/2021         | 564 000            | 6,5%               |
| 324                | 06/07/2021         | 668 000            | 7,7%               |
| 325                | 07/07/2021         | 615 000            | 7,1%               |
| 326                | 08/07/2021         | 598 000            | 7,3%               |
| 327                | 09/07/2021         | 596 000            | 7,2%               |
| 328                | 12/07/2021         | 737 000            | 8,2%               |
| 329                | 13/07/2021         | 649 000            | 8,0%               |
| 330                | 14/07/2021         | 631 000            | 7,9%               |
| 331                | 15/07/2021         | 675 000            | 8,3%               |
| 332                | 16/07/2021         | 556 000            | 6,7%               |
| 333                | 06/09/2021         | 619 000            | 7,3%               |
| 334                | 07/09/2021         | 585 000            | 7,1%               |
| 335                | 08/09/2021         | 703 000            | 8,3%               |
| 336                | 09/09/2021         | 699 000            | 8,5%               |
| 337                | 10/09/2021         | 620 000            | 7,5%               |
| 338                | 13/09/2021         | 743 000            | 8,6%               |
| 339                | 14/09/2021         | 664 000            | 7,5%               |
| 340                | 15/09/2021         | 697 000            | 8,3%               |
| 341                | 16/09/2021         | 603 000            | 7,1%               |
| 342                | 17/09/2021         | 596 000            | 7,5%               |
| 343                | 20/09/2021         | 610 000            | 6,8%               |
| 344                | 21/09/2021         | 622 000            | 7,2%               |
| 345                | 22/09/2021         | 723 000            | 8,3%               |
| 346                | 23/09/2021         | 641 000            | 7,5%               |
| 347                | 24/09/2021         | 592 000            | 6,9%               |
| 348                | 27/09/2021         | 651 000            | 7,6%               |
| 349                | 28/09/2021         | 648 000            | 7,7%               |
| TOTAL              | TOTAL              | 619 000            | 7,1%               |
| Temporada 6        |                    |                    |                    |
| 350                | 29/09/2021         | 638 000            | 7,6%               |
| 351                | 30/09/2021         | 593 000            | 7,3%               |
| 352                | 01/10/2021         | 574 000            | 6,9%               |
| 353                | 04/10/2021         | 710 000            | 8,4%               |
| 354                | 05/10/2021         | 693 000            | 8,5%               |
| 355                | 06/10/2021         | 648 000            | 8,3%               |
| 356                | 07/10/2021         | 615 000            | 7,8%               |
| 357                | 08/10/2021         | 681 000            | 8,8%               |
| 358                | 11/10/2021         | 655 000            | 7,9%               |
| 359                | 13/10/2021         | 671 000            | 8,2%               |
| 360                | 14/10/2021         | 675 000            | 8,5%               |
| 361                | 15/10/2021         | 576 000            | 7,1%               |
| 362                | 18/10/2021         | 624 000            | 7,7%               |
| 363                | 19/10/2021         | 572 000            | 7,0%               |
| 364                | 20/10/2021         | 581 000            | 6,6%               |
| 365                | 21/10/2021         | 700 000            | 8,8%               |
| 366                | 25/10/2021         | 638 000            | 7,6%               |
| 367                | 26/10/2021         | 659 000            | 8,0%               |
| 368                | 27/10/2021         | 616 000            | 7,1%               |
| 369                | 28/10/2021         | 687 000            | 8,2%               |
| 370                | 29/10/2021         | 666 000            | 7,2%               |
| 371                | 02/11/2021         | 824 000            | 8,8%               |
| 372                | 03/11/2021         | 722 000            | 7,4%               |
| 373                | 04/11/2021         | 818 000            | 8,6%               |
| 374                | 05/11/2021         | 779 000            | 8,2%               |
| 375                | 08/11/2021         | 735 000            | 7,7%               |
| 376                | 09/11/2021         | 853 000            | 9,0%               |
| 377                | 10/11/2021         | 789 000            | 8,3%               |
| 378                | 11/11/2021         | 852 000            | 9,1%               |
| 379                | 12/11/2021         | 914 000            | 9,6%               |
| 380                | 15/11/2021         | 852 000            | 8,8%               |
| 381                | 16/11/2021         | 905 000            | 9,4%               |
| 382                | 17/11/2021         | 916 000            | 9,4%               |
| 383                | 18/11/2021         | 806 000            | 8,5%               |
| 384                | 19/11/2021         | 935 000            | 9,5%               |
| 385                | 22/11/2021         | 974 000            | 9,2%               |
| 386                | 23/11/2021         | 964 000            | 9,5%               |
| 387                | 24/11/2021         | 918 000            | 8,8%               |
| 388                | 25/11/2021         | 951 000            | 9,3%               |
| 389                | 26/11/2021         | 855 000            | 8,6%               |
| 390                | 29/11/2021         | 857 000            | 8,3%               |
| 391                | 30/11/2021         | 900 000            | 9,2%               |
| 392                | 01/12/2021         | 860 000            | 8,6%               |
| 393                | 02/12/2021         | 899 000            | 9,4%               |
| 394                | 03/12/2021         | 829 000            | 8,5%               |
| 395                | 07/12/2021         | 920 000            | 9,0%               |
| 396                | 09/12/2021         | 881 000            | 9,1%               |
| 397                | 10/12/2021         | 799 000            | 8,2%               |
| 398                | 13/12/2021         | 844 000            | 8,5%               |
| 399                | 14/12/2021         | 764 000            | 7,8%               |
| 400                | 15/12/2021         | 827 000            | 8,7%               |
| 401                | 16/12/2021         | 848 000            | 9,0%               |
| 402                | 17/12/2021         | 820 000            | 8,6%               |
| 403                | 20/12/2021         | 890 000            | 9,1%               |
| 404                | 21/12/2021         | 923 000            | 9,4%               |
| 405                | 22/12/2021         | 795 000            | 7,9%               |
| 406                | 23/12/2021         | 806 000            | 8,0%               |
| 407                | 24/12/2021         | 894 000            | 8,1%               |
| 408                | 27/12/2021         | 845 000            | 8,0%               |
| 409                | 28/12/2021         | 946 000            | 9,1%               |
| 410                | 29/12/2021         | 857 000            | 8,7%               |
| 411                | 30/12/2021         | 911 000            | 9,4%               |
| 412                | 31/12/2021         | 920 000            | 8,7%               |
| 413                | 03/01/2022         | 927 000            | 9,3%               |
| 414                | 04/01/2022         | 928 000            | 8,9%               |
| 415                | 07/01/2022         | 939 000            | 9,0%               |
| 416                | 10/01/2022         | 1 010 000          | 9,7%               |
| 417                | 11/01/2022         | 877 000            | 9,0%               |
| 418                | 12/01/2022         | 929 000            | 9,0%               |
| TOTAL              | TOTAL              | 801 000            | 8,5%               |
| Temporada 7        |                    |                    |                    |
| 419                | 13/01/2022         | 924 000            | 9,0%               |
| 420                | 14/01/2022         | 924 000            | 8,7%               |
| 421                | 17/01/2022         | 816 000            | 7,9%               |
| 422                | 18/01/2022         | 893 000            | 8,9%               |
| 423                | 19/01/2022         | 822 000            | 8,1%               |
| 424                | 20/01/2022         | 785 000            | 7,6%               |
| 425                | 21/01/2022         | 1 007 000          | 9,7%               |
| 426                | 24/01/2022         | 1 031 000          | 9,7%               |
| 427                | 25/01/2022         | 919 000            | 8,9%               |
| 428                | 26/01/2022         | 899 000            | 9,1%               |
| 429                | 27/01/2022         | 874 000            | 9,0%               |
| 430                | 27/01/2022         | 925 000            | 9,1%               |
| 431                | 31/01/2022         | 908 000            | 9,0%               |
| 432                | 01/02/2022         | 902 000            | 9,0%               |
| 433                | 02/02/2022         | 917 000            | 9,9%               |
| 434                | 03/02/2022         | 807 000            | 8,3%               |
| 435                | 04/02/2022         | 896 000            | 9,0%               |
| 436                | 07/02/2022         | 840 000            | 9,0%               |
| 437                | 08/02/2022         | 762 000            | 8,3%               |
| 438                | 09/02/2022         | 848 000            | 9,2%               |
| 439                | 10/02/2022         | 764 000            | 8,2%               |
| 440                | 11/02/2022         | 713 000            | 7,7%               |
| 441                | 14/02/2022         | 734 000            | 7,5%               |
| 442                | 15/02/2022         | 836 000            | 8,7%               |
| 443                | 16/02/2022         | 767 000            | 8,2%               |
| 444                | 17/02/2022         | 825 000            | 8,8%               |
| 445                | 18/02/2022         | 719 000            | 7,7%               |
| 446                | 21/02/2022         | 833 000            | 8,8%               |
| 447                | 22/02/2022         | 810 000            | 8,7%               |
| 448                | 23/02/2022         | 812 000            | 8,7%               |
| 449                | 25/02/2022         | 932 000            | 9,6%               |
| 450                | 28/02/2022         | 878 000            | 9,1%               |
| 451                | 01/03/2022         | 816 000            | 8,3%               |
| 452                | 02/03/2022         | 831 000            | 8,6%               |
| 453                | 03/03/2022         | 863 000            | 8,2%               |
| 454                | 04/03/2022         | 813 000            | 8,6%               |
| 455                | 07/03/2022         | 832 000            | 8,5%               |
| 456                | 08/03/2022         | 871 000            | 9,2%               |
| 457                | 09/03/2022         | 782 000            | 8,6%               |
| 458                | 10/03/2022         | 752 000            | 8,1%               |
| 459                | 11/03/2022         | 875 000            | 8,7%               |
| 460                | 14/03/2022         | 907 000            | 8,6%               |
| 461                | 15/03/2022         | 924 000            | 9,0%               |
| 462                | 16/03/2022         | 962 000            | 9,8%               |
| 463                | 17/03/2022         | 803 000            | 8,2%               |
| 464                | 18/03/2022         | 947 000            | 10,0%              |
| 465                | 21/03/2022         | 922 000            | 9,2%               |
| 466                | 22/03/2022         | 904 000            | 9,2%               |
| 467                | 23/03/2022         | 893 000            | 9,3%               |
| 468                | 24/03/2022         | 808 000            | 8,2%               |
| 469                | 25/03/2022         | 761 000            | 7,8%               |
| 470                | 28/03/2022         | 789 000            | 9,0%               |
| 471                | 29/03/2022         | 942 000            | 10,4%              |
| 472                | 30/03/2022         | 853 000            | 9,2%               |
| 473                | 31/03/2022         | 867 000            | 9,7%               |
| 474                | 01/04/2022         | 845 000            | 9,3%               |
| 475                | 04/04/2022         | 862 000            | 9,1%               |
| 476                | 05/04/2022         | 920 000            | 9,6%               |
| 477                | 06/04/2022         | 888 000            | 10,6%              |
| 478                | 07/04/2022         | 747 000            | 9,0%               |
| 479                | 08/04/2022         | 789 000            | 9,2%               |
| 480                | 11/04/2022         | 681 000            | 8,0%               |
| 481                | 12/04/2022         | 836 000            | 9,2%               |
| 482                | 13/04/2022         | 693 000            | 8,3%               |
| 483                | 18/04/2022         | 686 000            | 8,1%               |
| 484                | 19/04/2022         | 850 000            | 9,5%               |
| 485                | 20/04/2022         | 870 000            | 9,3%               |
| 486                | 21/04/2022         | 797 000            | 9,7%               |
| 487                | 22/04/2022         | 883 000            | 9,5%               |
| 488                | 25/04/2022         | 751 000            | 9,3%               |
| 489                | 26/04/2022         | 856 000            | 10,1%              |
| 490                | 27/04/2022         | 819 000            | 9,3%               |
| 491                | 28/04/2022         | 826 000            | 9,8%               |
| 492                | 29/04/2022         | 677 000            | 8,9%               |
| 493                | 02/05/2022         | 814 000            | 8,3%               |
| TOTAL              | TOTAL              | 842 000            | 8,9%               |

#### Etapa 2 (mayo 2022 - abril 2024)
| Programas emitidos                   | Programas emitidos | Programas emitidos | Programas emitidos |
| N.º                                  | Fecha de emisión   | Audiencia          | Audiencia          |
| N.º                                  | Fecha de emisión   | Espectadores       | Share              |
| ------------------------------------ | ------------------ | ------------------ | ------------------ |
| Temporada 8                          |                    |                    |                    |
| 494                                  | 03/05/2022         | 835 000            | 9,3%               |
| 495                                  | 04/05/2022         | 787 000            | 8,7%               |
| 496                                  | 05/05/2022         | 642 000            | 8,0%               |
| 497                                  | 06/05/2022         | 934 000            | 12,3%              |
| 498                                  | 09/05/2022         | 655 000            | 8,4%               |
| 499                                  | 10/05/2022         | 716 000            | 9,2%               |
| 500                                  | 11/05/2022         | 733 000            | 9,6%               |
| 501                                  | 12/05/2022         | 708 000            | 9,2%               |
| 502                                  | 13/05/2022         | 706 000            | 9,2%               |
| 503                                  | 16/05/2022         | 844 000            | 10,3%              |
| 504                                  | 17/05/2022         | 708 000            | 9,1%               |
| 505                                  | 18/05/2022         | 714 000            | 9,2%               |
| 506                                  | 19/05/2022         | 613 000            | 7,8%               |
| 507                                  | 20/05/2022         | 759 000            | 9,8%               |
| 508                                  | 23/05/2022         | 735 000            | 9,2%               |
| 509                                  | 24/05/2022         | 688 000            | 8,6%               |
| 510                                  | 25/05/2022         | 701 000            | 9,0%               |
| 511                                  | 26/05/2022         | 628 000            | 8,7%               |
| 512                                  | 27/05/2022         | 566 000            | 7,5%               |
| 513                                  | 30/05/2022         | 773 000            | 9,9%               |
| 514                                  | 31/05/2022         | 681 000            | 8,4%               |
| 515                                  | 01/06/2022         | 717 000            | 9,0%               |
| 516                                  | 02/06/2022         | 704 000            | 9,2%               |
| 517                                  | 03/06/2022         | 672 000            | 8,6%               |
| 518                                  | 06/06/2022         | 717 000            | 9,0%               |
| 519                                  | 07/06/2022         | 674 000            | 8,6%               |
| 520                                  | 08/06/2022         | 750 000            | 9,9%               |
| 521                                  | 09/06/2022         | 688 000            | 8,6%               |
| 522                                  | 10/06/2022         | 680 000            | 8,9%               |
| 523                                  | 13/06/2022         | 771 000            | 9,7%               |
| 524                                  | 14/06/2022         | 808 000            | 10,4%              |
| 525                                  | 15/06/2022         | 753 000            | 9,5%               |
| 526                                  | 16/06/2022         | 748 000            | 9,2%               |
| 527                                  | 17/06/2022         | 760 000            | 9,6%               |
| 528                                  | 20/06/2022         | 819 000            | 10,4%              |
| 529                                  | 21/06/2022         | 789 000            | 9,9%               |
| 530                                  | 22/06/2022         | 721 000            | 9,7%               |
| 531                                  | 23/06/2022         | 773 000            | 10,2%              |
| 532                                  | 24/06/2022         | 727 000            | 9,4%               |
| 533                                  | 27/06/2022         | 712 000            | 9,1%               |
| 534                                  | 28/06/2022         | 769 000            | 10,3%              |
| 535                                  | 29/06/2022         | 711 000            | 9,0%               |
| 536                                  | 30/06/2022         | 675 000            | 8,7%               |
| 537                                  | 01/07/2022         | 640 000            | 8,6%               |
| 538                                  | 04/07/2022         | 690 000            | 8,7%               |
| 539                                  | 05/07/2022         | 680 000            | 9,1%               |
| 540                                  | 06/07/2022         | 737 000            | 9,4%               |
| 541                                  | 07/07/2022         | 668 000            | 9,1%               |
| 542                                  | 11/07/2022         | 699 000            | 8,9%               |
| 543                                  | 12/07/2022         | 612 000            | 8,0%               |
| 544                                  | 13/07/2022         | 635 000            | 8,2%               |
| 545                                  | 14/07/2022         | 845 000            | 10,5%              |
| 546                                  | 15/07/2022         | 670 000            | 8,5%               |
| 547                                  | 05/09/2022         | 573 000            | 8,0%               |
| 548                                  | 06/09/2022         | 574 000            | 8,0%               |
| 549                                  | 07/09/2022         | 500 000            | 7,0%               |
| 550                                  | 08/09/2022         | 601 000            | 8,3%               |
| 551                                  | 09/09/2022         | 575 000            | 8,4%               |
| 552                                  | 12/09/2022         | 618 000            | 8,1%               |
| 553                                  | 13/09/2022         | 674 000            | 8,2%               |
| 554                                  | 14/09/2022         | 626 000            | 8,5%               |
| 555                                  | 15/09/2022         | 598 000            | 8,4%               |
| 556                                  | 16/09/2022         | 599 000            | 8,8%               |
| 557                                  | 19/09/2022         | 696 000            | 9,7%               |
| 558                                  | 20/09/2022         | 588 000            | 8,5%               |
| 559                                  | 21/09/2022         | 596 000            | 8,4%               |
| 560                                  | 22/09/2022         | 570 000            | 8,2%               |
| 561                                  | 23/09/2022         | 619 000            | 8,8%               |
| 562                                  | 26/09/2022         | 696 000            | 9,0%               |
| 563                                  | 27/09/2022         | 652 000            | 8,6%               |
| 564                                  | 28/09/2022         | 668 000            | 8,6%               |
| 565                                  | 29/09/2022         | 745 000            | 9,0%               |
| 566                                  | 30/09/2022         | 627 000            | 8,4%               |
| TOTAL                                | TOTAL              | 692 000            | 9,0%               |
| Temporada 9                          |                    |                    |                    |
| 567                                  | 03/10/2022         | 623 000            | 8,4%               |
| 568                                  | 04/10/2022         | 620 000            | 8,6%               |
| 569                                  | 05/10/2022         | 650 000            | 8,8%               |
| 570                                  | 06/10/2022         | 686 000            | 8,9%               |
| 571                                  | 07/10/2022         | 718 000            | 9,6%               |
| 572                                  | 10/10/2022         | 784 000            | 9,7%               |
| 573                                  | 11/10/2022         | 665 000            | 8,4%               |
| 574                                  | 13/10/2022         | 731 000            | 9,6%               |
| 575                                  | 14/10/2022         | 742 000            | 10,4%              |
| 576                                  | 17/10/2022         | 679 000            | 8,6%               |
| 577                                  | 18/10/2022         | 755 000            | 9,7%               |
| 578                                  | 19/10/2022         | 810 000            | 9,8%               |
| 579                                  | 20/10/2022         | 761 000            | 9,0%               |
| 580                                  | 21/10/2022         | 730 000            | 8,9%               |
| 581                                  | 24/10/2022         | 698 000            | 8,5%               |
| 582                                  | 25/10/2022         | 722 000            | 9,0%               |
| 583                                  | 26/10/2022         | 794 000            | 9,9%               |
| 584                                  | 27/10/2022         | 785 000            | 9,6%               |
| 585                                  | 31/10/2022         | 993 000            | 10,9%              |
| 586                                  | 01/11/2022         | 969 000            | 8,8%               |
| 587                                  | 02/11/2022         | 852 000            | 9,4%               |
| 588                                  | 03/11/2022         | 1 002 000          | 10,6%              |
| 589                                  | 04/11/2022         | 1 013 000          | 11,1%              |
| 590                                  | 07/11/2022         | 992 000            | 10,5%              |
| 591                                  | 08/11/2022         | 1 100 000          | 11,2%              |
| 592                                  | 09/11/2022         | 1 064 000          | 11,0%              |
| 593                                  | 10/11/2022         | 986 000            | 10,6%              |
| 594                                  | 11/11/2022         | 1 082 000          | 11,5%              |
| 595                                  | 14/11/2022         | 1 191 000          | 11,5%              |
| 596                                  | 15/11/2022         | 1 177 000          | 12,0%              |
| 597                                  | 16/11/2022         | 1 197 000          | 12,0%              |
| 598                                  | 17/11/2022         | 1 245 000          | 12,8%              |
| 599                                  | 18/11/2022         | 1 161 000          | 11,8%              |
| 600                                  | 21/11/2022         | 1 233 000          | 11,2%              |
| 601                                  | 22/11/2022         | 1 293 000          | 12,2%              |
| 602                                  | 23/11/2022         | 1 992 000          | 17,6%              |
| 603                                  | 24/11/2022         | 1 249 000          | 11,9%              |
| 604                                  | 25/11/2022         | 1 089 000          | 11,5%              |
| 605                                  | 28/11/2022         | 1 223 000          | 11,7%              |
| 606                                  | 29/11/2022         | 953 000            | 10,2%              |
| 607                                  | 30/11/2022         | 957 000            | 10,2%              |
| 608                                  | 02/12/2022         | 988 000            | 10,5%              |
| 609                                  | 05/12/2022         | 1 468 000          | 12,9%              |
| 610                                  | 06/12/2022         | 2 182 000          | 16,8%              |
| 611                                  | 07/12/2022         | 1 030 000          | 10,6%              |
| 612                                  | 08/12/2022         | 1 114 000          | 9,5%               |
| 613                                  | 09/12/2022         | 1 177 000          | 12,0%              |
| 614                                  | 12/12/2022         | 1 241 000          | 11,7%              |
| 615                                  | 13/12/2022         | 1 280 000          | 13,2%              |
| 616                                  | 14/12/2022         | 1 153 000          | 12,5%              |
| 617                                  | 15/12/2022         | 1 156 000          | 11,5%              |
| 618                                  | 16/12/2022         | 1 074 000          | 11,2%              |
| 619                                  | 19/12/2022         | 1 190 000          | 11,4%              |
| 620                                  | 20/12/2022         | 1 204 000          | 11,8%              |
| 621                                  | 21/12/2022         | 1 077 000          | 11,2%              |
| 622                                  | 22/12/2022         | 1 208 000          | 12,4%              |
| 623                                  | 23/12/2022         | 1 060 000          | 11,9%              |
| 624                                  | 26/12/2022         | 1 428 000          | 12,8%              |
| 625                                  | 27/12/2022         | 1 118 000          | 11,0%              |
| 626                                  | 28/12/2022         | 1 253 000          | 12,3%              |
| 627                                  | 29/12/2022         | 1 125 000          | 10,9%              |
| 628                                  | 30/12/2022         | 1 078 000          | 11,1%              |
| 629                                  | 02/01/2023         | 1 309 000          | 12,0%              |
| 630                                  | 03/01/2023         | 1 304 000          | 12,6%              |
| 631                                  | 04/01/2023         | 1 182 000          | 12,1%              |
| 632                                  | 06/01/2023         | 1 049 000          | 8,9%               |
| 633                                  | 09/01/2023         | 1 178 000          | 11,2%              |
| 634                                  | 10/01/2023         | 1 236 000          | 11,7%              |
| 635                                  | 11/01/2023         | 1 116 000          | 10,6%              |
| 636                                  | 12/01/2023         | 1 075 000          | 10,4%              |
| 637 Especial La Promesa              | 12/01/2023         | 969 000            | 6,4%               |
| 638                                  | 13/01/2023         | 1 210 000          | 12,2%              |
| 639                                  | 16/01/2023         | 1 244 000          | 11,6%              |
| TOTAL                                | TOTAL              | 1 061 000          | 10,9%              |
| Temporada 10                         |                    |                    |                    |
| 640                                  | 17/01/2023         | 1 324 000          | 11,9%              |
| 641                                  | 18/01/2023         | 1 212 000          | 10,9%              |
| 642                                  | 19/01/2023         | 1 168 000          | 10,3%              |
| 643                                  | 20/01/2023         | 1 221 000          | 11,8%              |
| 644                                  | 23/01/2023         | 1 284 000          | 11,4%              |
| 645                                  | 24/01/2023         | 1 239 000          | 11,6%              |
| 646                                  | 25/01/2023         | 1 258 000          | 11,4%              |
| 647                                  | 26/01/2023         | 1 203 000          | 11,4%              |
| 648                                  | 27/01/2023         | 1 220 000          | 12,0%              |
| 649                                  | 30/01/2023         | 1 196 000          | 11,4%              |
| 650                                  | 31/01/2023         | 1 125 000          | 10,9%              |
| 651                                  | 01/02/2023         | 1 112 000          | 10,5%              |
| 652                                  | 02/02/2023         | 1 075 000          | 10,1%              |
| 653                                  | 03/02/2023         | 1 149 000          | 11,6%              |
| 654                                  | 06/02/2023         | 1 344 000          | 12,3%              |
| 655                                  | 07/02/2023         | 1 272 000          | 11,4%              |
| 656                                  | 08/02/2023         | 1 112 000          | 10,4%              |
| 657                                  | 09/02/2023         | 1 229 000          | 11,8%              |
| 658                                  | 10/02/2023         | 1 127 000          | 11,3%              |
| 659                                  | 13/02/2023         | 1 183 000          | 11,0%              |
| 660                                  | 14/02/2023         | 1 189 000          | 11,4%              |
| 661                                  | 15/02/2023         | 1 159 000          | 11,3%              |
| 662                                  | 16/02/2023         | 1 007 000          | 10,0%              |
| 663                                  | 17/02/2023         | 1 045 000          | 10,8%              |
| 664                                  | 20/02/2023         | 1 109 000          | 10,8%              |
| 665                                  | 21/02/2023         | 1 076 000          | 10,6%              |
| 666                                  | 22/02/2023         | 995 000            | 10,1%              |
| 667                                  | 23/02/2023         | 1 055 000          | 9,8%               |
| 668                                  | 24/02/2023         | 1 009 000          | 10,2%              |
| 669                                  | 27/02/2023         | 1 027 000          | 9,6%               |
| 670                                  | 28/02/2023         | 1 037 000          | 9,9%               |
| 671                                  | 01/03/2023         | 1 093 000          | 10,6%              |
| 672                                  | 02/03/2023         | 1 119 000          | 10,6%              |
| 673                                  | 03/03/2023         | 1 009 000          | 10,6%              |
| 674                                  | 06/03/2023         | 1 070 000          | 10,1%              |
| 675                                  | 07/03/2023         | 1 137 000          | 11,5%              |
| 676                                  | 08/03/2023         | 1 009 000          | 10,2%              |
| 677                                  | 09/03/2023         | 951 000            | 9,3%               |
| 678                                  | 10/03/2023         | 881 000            | 9,8%               |
| 679                                  | 13/03/2023         | 1 068 000          | 10,8%              |
| 680                                  | 14/03/2023         | 921 000            | 9,8%               |
| 681                                  | 15/03/2023         | 936 000            | 10,3%              |
| 682                                  | 16/03/2023         | 938 000            | 9,6%               |
| 683                                  | 17/03/2023         | 1 036 000          | 11,1%              |
| 684                                  | 20/03/2023         | 1 084 000          | 11,2%              |
| 685                                  | 21/03/2023         | 971 000            | 10,6%              |
| 686                                  | 22/03/2023         | 1 001 000          | 10,7%              |
| 687                                  | 23/03/2023         | 1 043 000          | 11,1%              |
| 688                                  | 24/03/2023         | 895 000            | 10,4%              |
| 689 Especial Masterchef              | 27/03/2023         | 862 000            | 10,6%              |
| 690                                  | 28/03/2023         | 827 000            | 10,3%              |
| 691                                  | 29/03/2023         | 825 000            | 10,1%              |
| 692                                  | 30/03/2023         | 827 000            | 10,1%              |
| 693                                  | 31/03/2023         | 864 000            | 10,9%              |
| 694                                  | 03/04/2023         | 865 000            | 10,8%              |
| 695                                  | 04/04/2023         | 762 000            | 9,5%               |
| 696                                  | 05/04/2023         | 723 000            | 10,0%              |
| 697                                  | 06/04/2023         | 669 000            | 8,2%               |
| 698                                  | 07/04/2023         | 675 000            | 8,7%               |
| 699                                  | 10/04/2023         | 727 000            | 8,9%               |
| 700                                  | 11/04/2023         | 891 000            | 11,1%              |
| 701                                  | 12/04/2023         | 824 000            | 9,7%               |
| 702                                  | 13/04/2023         | 964 000            | 11,3%              |
| 703                                  | 14/04/2023         | 886 000            | 11,0%              |
| 704                                  | 17/04/2023         | 787 000            | 9,8%               |
| 705                                  | 18/04/2023         | 853 000            | 10,7%              |
| 706                                  | 19/04/2023         | 797 000            | 10,5%              |
| 707                                  | 20/04/2023         | 787 000            | 10,4%              |
| 708                                  | 21/04/2023         | 912 000            | 12,0%              |
| 709                                  | 24/04/2023         | 879 000            | 11,1%              |
| 710                                  | 25/04/2023         | 695 000            | 8,5%               |
| 711                                  | 26/04/2023         | 677 000            | 9,0%               |
| 712                                  | 27/04/2023         | 702 000            | 9,0%               |
| 713                                  | 28/04/2023         | 742 000            | 10,3%              |
| 714                                  | 01/05/2023         | 661 000            | 7,5%               |
| 715                                  | 02/05/2023         | 733 000            | 9,2%               |
| TOTAL                                | TOTAL              | 991 000            | 10,5%              |
| Temporada 11                         |                    |                    |                    |
| 716                                  | 03/05/2023         | 751 000            | 10,1%              |
| 717                                  | 04/05/2023         | 815 000            | 10,9%              |
| 718                                  | 05/05/2023         | 798 000            | 11,0%              |
| 719                                  | 08/05/2023         | 874 000            | 11,4%              |
| 720                                  | 09/05/2023         | 825 000            | 10,1%              |
| 721                                  | 10/05/2023         | 879 000            | 11,5%              |
| 722                                  | 11/05/2023         | 844 000            | 10,6%              |
| 723                                  | 12/05/2023         | 972 000            | 12,0%              |
| 724                                  | 15/05/2023         | 894 000            | 10,4%              |
| 725                                  | 16/05/2023         | 865 000            | 10,9%              |
| 726                                  | 17/05/2023         | 890 000            | 11,1%              |
| 727                                  | 18/05/2023         | 877 000            | 10,5%              |
| 728                                  | 19/05/2023         | 848 000            | 10,4%              |
| 729                                  | 22/05/2023         | 907 000            | 10,0%              |
| 730                                  | 23/05/2023         | 922 000            | 10,2%              |
| 731                                  | 24/05/2023         | 867 000            | 10,3%              |
| 732                                  | 25/05/2023         | 857 000            | 10,1%              |
| 733                                  | 26/05/2023         | 893 000            | 11,0%              |
| 734                                  | 29/05/2023         | 903 000            | 10,3%              |
| 735                                  | 30/05/2023         | 983 000            | 11,0%              |
| 736                                  | 31/05/2023         | 943 000            | 11,7%              |
| 737                                  | 01/06/2023         | 831 000            | 10,3%              |
| 738                                  | 02/06/2023         | 764 000            | 9,8%               |
| 739                                  | 05/06/2023         | 843 000            | 10,5%              |
| 740                                  | 06/06/2023         | 782 000            | 9,9%               |
| 741                                  | 07/06/2023         | 850 000            | 10,1%              |
| 742                                  | 08/06/2023         | 805 000            | 9,5%               |
| 743                                  | 09/06/2023         | 694 000            | 9,2%               |
| 744                                  | 12/06/2023         | 803 000            | 10,1%              |
| 745                                  | 13/06/2023         | 873 000            | 10,3%              |
| 746                                  | 14/06/2023         | 657 000            | 9,1%               |
| 747                                  | 15/06/2023         | 818 000            | 10,9%              |
| 748                                  | 16/06/2023         | 618 000            | 8,8%               |
| 749                                  | 19/06/2023         | 795 000            | 10,3%              |
| 750                                  | 20/06/2023         | 781 000            | 10,3%              |
| 751                                  | 21/06/2023         | 798 000            | 10,2%              |
| 752                                  | 22/06/2023         | 665 000            | 9,3%               |
| 753                                  | 23/06/2023         | 583 000            | 8,3%               |
| 754                                  | 26/06/2023         | 720 000            | 9,3%               |
| 755 Especial VIP                     | 26/06/2023         | 941 000            | 8,1%               |
| 756                                  | 27/06/2023         | 743 000            | 9,8%               |
| 757                                  | 28/06/2023         | 755 000            | 10,3%              |
| 758                                  | 29/06/2023         | 742 000            | 9,8%               |
| 759                                  | 30/06/2023         | 634 000            | 9,1%               |
| 760                                  | 03/07/2023         | 728 000            | 9,7%               |
| 761 Especial VIP                     | 03/07/2023         | 823 000            | 7,6%               |
| 762                                  | 04/07/2023         | 721 000            | 10,3%              |
| 763                                  | 05/07/2023         | 704 000            | 9,7%               |
| 764                                  | 06/07/2023         | 683 000            | 9,7%               |
| 765                                  | 07/07/2023         | 664 000            | 9,2%               |
| 766                                  | 10/07/2023         | 730 000            | 9,9%               |
| 767                                  | 11/07/2023         | 788 000            | 10,2%              |
| 768                                  | 12/07/2023         | 670 000            | 8,9%               |
| 769                                  | 13/07/2023         | 742 000            | 10,2%              |
| 770                                  | 14/07/2023         | 676 000            | 9,3%               |
| 771 Especial VIP                     | 17/07/2023         | 865 000            | 8,2%               |
| 772                                  | 04/09/2023         | 717 000            | 9,3%               |
| 773                                  | 05/09/2023         | 824 000            | 11,2%              |
| 774                                  | 06/09/2023         | 724 000            | 9,7%               |
| 775                                  | 07/09/2023         | 777 000            | 10,8%              |
| 776                                  | 08/09/2023         | 974 000            | 12,9%              |
| 777                                  | 11/09/2023         | 750 000            | 9,3%               |
| 778                                  | 12/09/2023         | 823 000            | 10,3%              |
| 779                                  | 13/09/2023         | 743 000            | 10,0%              |
| 780                                  | 14/09/2023         | 748 000            | 10,0%              |
| 781                                  | 15/09/2023         | 876 000            | 11,0%              |
| 782                                  | 18/09/2023         | 862 000            | 11,1%              |
| 783                                  | 19/09/2023         | 741 000            | 9,5%               |
| 784                                  | 20/09/2023         | 717 000            | 9,0%               |
| 785                                  | 21/09/2023         | 849 000            | 10,3%              |
| 786                                  | 25/09/2023         | 705 000            | 9,2%               |
| 787                                  | 27/09/2023         | 692 000            | 8,7%               |
| 788                                  | 28/09/2023         | 644 000            | 9,0%               |
| 789                                  | 29/09/2023         | 548 000            | 7,9%               |
| 790                                  | 02/10/2023         | 693 000            | 9,1%               |
| 791                                  | 03/10/2023         | 623 000            | 8,0%               |
| 792                                  | 04/10/2023         | 581 000            | 7,7%               |
| 793                                  | 05/10/2023         | 563 000            | 7,9%               |
| 794                                  | 06/10/2023         | 607 000            | 8,7%               |
| 795                                  | 09/10/2023         | 721 000            | 9,2%               |
| 796                                  | 10/10/2023         | 805 000            | 10,5%              |
| 797                                  | 11/10/2023         | 737 000            | 10,2%              |
| 798                                  | 12/10/2023         | 765 000            | 9,6%               |
| 799                                  | 13/10/2023         | 854 000            | 10,9%              |
| TOTAL                                | TOTAL              | 778 000            | 9,9%               |
| Temporada 12                         |                    |                    |                    |
| 800                                  | 16/10/2023         | 948 000            | 10,8%              |
| 801                                  | 17/10/2023         | 939 000            | 10,7%              |
| 802                                  | 18/10/2023         | 853 000            | 9,9%               |
| 803                                  | 19/10/2023         | 1 103 000          | 11,4%              |
| 804                                  | 23/10/2023         | 988 000            | 10,9%              |
| 805                                  | 24/10/2023         | 964 000            | 10,5%              |
| 806                                  | 25/10/2023         | 837 000            | 9,5%               |
| 807                                  | 26/10/2023         | 894 000            | 9,7%               |
| 808                                  | 27/10/2023         | 1 032 000          | 11,4%              |
| 809                                  | 30/10/2023         | 926 000            | 9,6%               |
| 810                                  | 01/11/2023         | 991 000            | 8,7%               |
| 811                                  | 02/11/2023         | 1 086 000          | 10,6%              |
| 812                                  | 03/11/2023         | 946 000            | 9,8%               |
| 813                                  | 06/11/2023         | 1 082 000          | 11,0%              |
| 814                                  | 07/11/2023         | 1 013 000          | 10,0%              |
| 815                                  | 08/11/2023         | 1 043 000          | 10,5%              |
| 816                                  | 09/11/2023         | 1 029 000          | 10,3%              |
| 817                                  | 10/11/2023         | 1 012 000          | 11,1%              |
| 818                                  | 13/11/2023         | 926 000            | 9,4%               |
| 819                                  | 14/11/2023         | 941 000            | 9,7%               |
| 820 Especial Grammy Latinos          | 16/11/2023         | 1 274 000          | 11,7%              |
| 821                                  | 17/11/2023         | 974 000            | 10,3%              |
| 822                                  | 20/11/2023         | 1 038 000          | 10,2%              |
| 823                                  | 21/11/2023         | 1 161 000          | 11,2%              |
| 824                                  | 22/11/2023         | 1 020 000          | 10,1%              |
| 825                                  | 23/11/2023         | 1 054 000          | 10,5%              |
| 826                                  | 24/11/2023         | 963 000            | 10,1%              |
| 827                                  | 27/11/2023         | 793 000            | 9,3%               |
| 828 Especial La Navidad en sus manos | 27/11/2023         | 1 251 000          | 12,4%              |
| 829                                  | 28/11/2023         | 819 000            | 9,5%               |
| 830                                  | 28/11/2023         | 1 070 000          | 10,7%              |
| 831                                  | 29/11/2023         | 716 000            | 8,4%               |
| 832                                  | 29/11/2023         | 1 000 000          | 10,1%              |
| 833                                  | 30/11/2023         | 805 000            | 8,8%               |
| 834                                  | 30/11/2023         | 1 062 000          | 10,2%              |
| 835                                  | 01/12/2023         | 1 062 000          | 11,1%              |
| 836                                  | 04/12/2023         | 980 000            | 9,6%               |
| 837                                  | 06/12/2023         | 951 000            | 9,0%               |
| 838                                  | 07/12/2023         | 1 014 000          | 10,6%              |
| 839                                  | 08/12/2023         | 909 000            | 9,1%               |
| 840                                  | 11/12/2023         | 1 030 000          | 10,7%              |
| 841                                  | 12/12/2023         | 982 000            | 9,9%               |
| 842                                  | 13/12/2023         | 879 000            | 9,0%               |
| 843                                  | 14/12/2023         | 855 000            | 8,8%               |
| 844                                  | 15/12/2023         | 1 022 000          | 11,0%              |
| 845                                  | 18/12/2023         | 1 083 000          | 11,0%              |
| 846                                  | 19/12/2023         | 967 000            | 9,9%               |
| 847                                  | 20/12/2023         | 893 000            | 9,0%               |
| 848                                  | 21/12/2023         | 983 000            | 10,3%              |
| 849                                  | 22/12/2023         | 871 000            | 9,5%               |
| 850                                  | 26/12/2023         | 934 000            | 9,3%               |
| 851                                  | 27/12/2023         | 853 000            | 9,1%               |
| 852                                  | 27/12/2023         | 1 017 000          | 9,8%               |
| 853                                  | 28/12/2023         | 1 002 000          | 9,8%               |
| 854                                  | 29/12/2023         | 970 000            | 10,5%              |
| 855                                  | 02/01/2024         | 1 156 000          | 11,0%              |
| 856                                  | 03/01/2024         | 963 000            | 9,5%               |
| 857                                  | 04/01/2024         | 1 027 000          | 10,3%              |
| 858                                  | 08/01/2024         | 1 228 000          | 11,5%              |
| 859                                  | 09/01/2024         | 1 188 000          | 11,2%              |
| 860                                  | 10/01/2024         | 1 068 000          | 10,0%              |
| 861                                  | 11/01/2024         | 1 014 000          | 9,9%               |
| 862                                  | 12/01/2024         | 1 059 000          | 11,1%              |
| 863                                  | 15/01/2024         | 1 056 000          | 10,2%              |
| 864                                  | 16/01/2024         | 1 131 000          | 11,2%              |
| 865                                  | 17/01/2024         | 1 023 000          | 9,7%               |
| 866                                  | 18/01/2024         | 1 118 000          | 10,8%              |
| 867                                  | 19/01/2024         | 1 138 000          | 11,1%              |
| 868                                  | 22/01/2024         | 1 140 000          | 11,2%              |
| 869                                  | 23/01/2024         | 1 027 000          | 10,3%              |
| 870                                  | 24/01/2024         | 1 056 000          | 10,9%              |
| 871                                  | 25/01/2024         | 1 041 000          | 10,8%              |
| 872                                  | 26/01/2024         | 998 000            | 11,1%              |
| 873                                  | 29/01/2024         | 1 140 000          | 11,2%              |
| 874                                  | 30/01/2024         | 1 023 000          | 10,3%              |
| 875                                  | 31/01/2024         | 928 000            | 9,5%               |
| 876                                  | 01/02/2024         | 1 009 000          | 10,6%              |
| 877                                  | 02/02/2024         | 921 000            | 10,3%              |
| 878                                  | 05/02/2024         | 1 127 000          | 11,4%              |
| 879                                  | 06/02/2024         | 1 040 000          | 10,3%              |
| 880                                  | 07/02/2024         | 1 079 000          | 10,7%              |
| 881                                  | 08/02/2024         | 1 115 000          | 10,9%              |
| 882                                  | 09/02/2024         | 1 084 000          | 10,7%              |
| 883                                  | 12/02/2024         | 1 057 000          | 10,6%              |
| 884                                  | 13/02/2024         | 902 000            | 9,5%               |
| 885                                  | 14/02/2024         | 986 000            | 10,7%              |
| 886                                  | 15/02/2024         | 1 105 000          | 11,1%              |
| 887                                  | 16/02/2024         | 948 000            | 10,5%              |
| 888                                  | 19/02/2024         | 1 106 000          | 11,7%              |
| 889                                  | 20/02/2024         | 915 000            | 10,0%              |
| 890                                  | 21/02/2024         | 1 001 000          | 10,4%              |
| 891                                  | 22/02/2024         | 966 000            | 8,8%               |
| 892                                  | 23/02/2024         | 1 098 000          | 11,1%              |
| 893                                  | 26/02/2024         | 1 074 000          | 10,9%              |
| 894                                  | 27/02/2024         | 934 000            | 9,9%               |
| 895                                  | 29/02/2024         | 1 036 000          | 11,1%              |
| 896                                  | 01/03/2024         | 915 000            | 10,0%              |
| 897                                  | 04/03/2024         | 971 000            | 10,0%              |
| 898                                  | 05/03/2024         | 1 053 000          | 11,5%              |
| 899                                  | 06/03/2024         | 1 020 000          | 10,8%              |
| 900                                  | 07/03/2024         | 997 000            | 10,1%              |
| 901                                  | 08/03/2024         | 910 000            | 9,7%               |
| 902                                  | 11/03/2024         | 1 062 000          | 11,4%              |
| 903                                  | 12/03/2024         | 1 155 000          | 12,6%              |
| 904                                  | 13/03/2024         | 1 015 000          | 10,7%              |
| 905                                  | 14/03/2024         | 936 000            | 10,3%              |
| 906                                  | 15/03/2024         | 886 000            | 10,4%              |
| 907                                  | 18/03/2024         | 1 015 000          | 11,3%              |
| 908                                  | 19/03/2024         | 890 000            | 10,2%              |
| 909                                  | 20/03/2024         | 986 000            | 10,6%              |
| 910                                  | 21/03/2024         | 803 000            | 9,2%               |
| 911                                  | 22/03/2024         | 855 000            | 10,2%              |
| 912                                  | 25/03/2024         | 918 000            | 9,5%               |
| 913                                  | 26/03/2024         | 940 000            | 9,9%               |
| 914                                  | 27/03/2024         | 793 000            | 8,7%               |
| 915                                  | 28/03/2024         | 835 000            | 8,9%               |
| 916                                  | 01/04/2024         | 789 000            | 9,0%               |
| 917                                  | 02/04/2024         | 665 000            | 7,8%               |
| 918                                  | 03/04/2024         | 620 000            | 8,0%               |
| 919                                  | 04/04/2024         | 442 000            | 6,6%               |
| 920                                  | 04/04/2024         | 700 000            | 9,4%               |
| 921                                  | 05/04/2024         | 486 000            | 7,0%               |
| 922                                  | 05/04/2024         | 697 000            | 9,6%               |
| 923                                  | 08/04/2024         | 603 000            | 7,8%               |
| 924                                  | 08/04/2024         | 856 000            | 9,8%               |
| TOTAL                                | TOTAL              | 973 000            | 10,2%              |

#### Etapa 3 (abril 2024 - actualidad)
| Programas emitidos | Programas emitidos | Programas emitidos | Programas emitidos |
| N.º                | Fecha de emisión   | Audiencia          | Audiencia          |
| N.º                | Fecha de emisión   | Espectadores       | Share              |
| ------------------ | ------------------ | ------------------ | ------------------ |
| Temporada 13       |                    |                    |                    |
| 925                | 10/04/2024         | 687 000            | 9,0%               |
| 927                | 11/04/2024         | 684 000            | 8,9%               |
| 929                | 12/04/2024         | 681 000            | 9,6%               |
| 931                | 15/04/2024         | 765 000            | 9,8%               |
| 933                | 16/04/2024         | 714 000            | 9,3%               |
| 935                | 17/04/2024         | 691 000            | 9,0%               |
| 937                | 18/04/2024         | 721 000            | 9,4%               |
| 939                | 19/04/2024         | 629 000            | 8,7%               |
| 941                | 22/04/2024         | 762 000            | 9,0%               |
| 943                | 23/04/2024         | 752 000            | 9,5%               |
| 945                | 24/04/2024         | 625 000            | 7,8%               |
| 947                | 25/04/2024         | 740 000            | 9,0%               |
| 949                | 26/04/2024         | 683 000            | 8,6%               |
| 950                | 29/04/2024         | 782 000            | 8,9%               |
| 952                | 30/04/2024         | 691 000            | 8,7%               |
| 955                | 02/05/2024         | 746 000            | 9,2%               |
| 957                | 03/05/2024         | 600 000            | 8,1%               |
| 958                | 06/05/2024         | 750 000            | 9,1%               |
| 959                | 07/05/2024         | 716 000            | 9,1%               |
| 960                | 08/05/2024         | 643 000            | 8,7%               |
| 961                | 09/05/2024         | 579 000            | 8,0%               |
| 962                | 10/05/2024         | 560 000            | 8,1%               |
| 963                | 13/05/2024         | 790 000            | 9,7%               |
| 964                | 14/05/2024         | 702 000            | 8,9%               |
| 965                | 15/05/2024         | 686 000            | 8,6%               |
| 966                | 16/05/2024         | 721 000            | 9,2%               |
| 967                | 17/05/2024         | 533 000            | 7,2%               |
| 968                | 20/05/2024         | 757 000            | 9,7%               |
| 969                | 21/05/2024         | 713 000            | 8,9%               |
| 970                | 22/05/2024         | 592 000            | 7,9%               |
| 971                | 23/05/2024         | 695 000            | 9,2%               |
| 972                | 24/05/2024         | 512 000            | 7,5%               |
| 973                | 27/05/2024         | 632 000            | 8,6%               |
| 974                | 28/05/2024         | 713 000            | 9,9%               |
| 975                | 29/05/2024         | 662 000            | 9,6%               |
| 976                | 30/05/2024         | 564 000            | 7,6%               |
| 977                | 03/06/2024         | 570 000            | 7,7%               |
| 978                | 04/06/2024         | 536 000            | 7,6%               |
| 979                | 05/06/2024         | 539 000            | 7,6%               |
| 980                | 06/06/2024         | 605 000            | 8,7%               |
| 981                | 07/06/2024         | 475 000            | 6,8%               |
| 982                | 10/06/2024         | 632 000            | 8,3%               |
| 983                | 11/06/2024         | 583 000            | 7,6%               |
| 984                | 12/06/2024         | 619 000            | 8,0%               |
| 985                | 13/06/2024         | 503 000            | 7,2%               |
| 986                | 14/06/2024         | 502 000            | 7,1%               |
| 987                | 17/06/2024         | 586 000            | 7,3%               |
| 988                | 18/06/2024         | 618 000            | 7,7%               |
| 989                | 24/06/2024         | 703 000            | 9,6%               |
| 990                | 27/06/2024         | 553 000            | 8,2%               |
| 991                | 28/06/2024         | 439 000            | 6,3%               |
| 992                | 03/07/2024         | 475 000            | 7,1%               |
| 993                | 04/07/2024         | 447 000            | 6,5%               |
| 994                | 08/07/2024         | 529 000            | 7,8%               |
| 995                | 09/07/2024         | 499 000            | 6,9%               |
| 996                | 10/07/2024         | 610 000            | 8,9%               |
| 997                | 11/07/2024         | 539 000            | 7,9%               |
| 998                | 12/07/2024         | 478 000            | 6,9%               |
| 999                | 02/09/2024         | 554 000            | 8,0%               |
| 1000               | 03/09/2024         | 461 000            | 6,5%               |
| 1001               | 04/09/2024         | 561 000            | 7,8%               |
| 1002               | 05/09/2024         | 642 000            | 9,3%               |
| 1003               | 06/09/2024         | 507 000            | 7,7%               |
| 1004               | 09/09/2024         | 388 000            | 5,6%               |
| 1005               | 10/09/2024         | 536 000            | 7,7%               |
| 1006               | 11/09/2024         | 519 000            | 7,2%               |
| 1007               | 12/09/2024         | 584 000            | 8,2%               |
| 1008               | 13/09/2024         | 484 000            | 7,2%               |
| 1009               | 16/09/2024         | 656 000            | 9,1%               |
| 1010               | 17/09/2024         | 542 000            | 7,6%               |
| 1011               | 18/09/2024         | 562 000            | 7,8%               |
| 1012               | 23/09/2024         | 563 000            | 7,7%               |
| 1013               | 24/09/2024         | 502 000            | 6,9%               |
| 1014               | 25/09/2024         | 602 000            | 7,9%               |
| 1015               | 26/09/2024         | 493 000            | 6,7%               |
| 1016               | 30/09/2024         | 525 000            | 6,9%               |
| 1017               | 01/10/2024         | 437 000            | 5,9%               |
| 1018               | 02/10/2024         | 567 000            | 6,7%               |
| 1019               | 03/10/2024         | 503 000            | 6,9%               |
| 1020               | 07/10/2024         | 583 000            | 7,2%               |
| 1021               | 08/10/2024         | 565 000            | 6,9%               |
| 1022               | 09/10/2024         | 613 000            | 7,1%               |
| 1023               | 10/10/2024         | 568 000            | 7,5%               |
| 1024               | 14/10/2024         | 565 000            | 6,9%               |
| 1025               | 15/10/2024         | 554 000            | 6,6%               |
| 1026               | 16/10/2024         | 566 000            | 7,1%               |
| 1027               | 17/10/2024         | 628 000            | 7,6%               |
| 1028               | 21/10/2024         | 595 000            | 7,3%               |
| 1029               | 22/10/2024         | 607 000            | 7,3%               |
| 1030               | 23/10/2024         | 571 000            | 7,0%               |
| 1031               | 24/10/2024         | 665 000            | 7,9%               |
| 1032               | 28/10/2024         | 727 000            | 7,8%               |
| 1033               | 06/11/2024         | 572 000            | 6,2%               |
| 1034               | 07/11/2024         | 606 000            | 6,7%               |
| 1035               | 11/11/2024         | 558 000            | 6,3%               |
| 1036               | 12/11/2024         | 646 000            | 6,6%               |
| 1037               | 13/11/2024         | 651 000            | 6,4%               |
| 1038               | 14/11/2024         | 736 000            | 7,7%               |
| 1039               | 18/11/2024         | 792 000            | 8,4%               |
| 1040               | 19/11/2024         | 708 000            | 7,6%               |
| 1041               | 20/11/2024         | 710 000            | 7,7%               |
| 1042               | 21/11/2024         | 684 000            | 7,4%               |
| 1043               | 25/11/2024         | 702 000            | 7,4%               |
| 1044               | 26/11/2024         | 682 000            | 7,5%               |
| 1045               | 27/11/2024         | 609 000            | 6,7%               |
| 1046               | 28/11/2024         | 703 000            | 7,7%               |
| 1047               | 02/12/2024         | 670 000            | 7,3%               |
| 1048               | 03/12/2024         | 803 000            | 8,3%               |
| 1049               | 04/12/2024         | 687 000            | 7,7%               |
| 1050               | 05/12/2024         | 589 000            | 7,2%               |
| 1051               | 10/12/2024         | 727 000            | 7,5%               |
| 1052               | 11/12/2024         | 654 000            | 6,9%               |
| 1053               | 12/12/2024         | 737 000            | 7,8%               |
| 1054               | 16/12/2024         | 662 000            | 7,2%               |
| 1055               | 17/12/2024         | 709 000            | 7,8%               |
| 1056               | 18/12/2024         | 686 000            | 7,0%               |
| 1057               | 19/12/2024         | 656 000            | 7,3%               |
| 1058               | 23/12/2024         | 650 000            | 7,5%               |
| 1059               | 24/12/2024         | 627 000            | 7,8%               |
| 1060               | 26/12/2024         | 666 000            | 7,3%               |
| 1061               | 30/12/2024         | 670 000            | 7,5%               |
| 1062               | 31/12/2024         | 770 000            | 8,7%               |
| 1063               | 02/01/2025         | 678 000            | 7,5%               |
| 1064               | 07/01/2025         | 722 000            | 7,6%               |
| 1065               | 08/01/2025         | 750 000            | 7,9%               |
| 1066               | 09/01/2025         | 629 000            | 6,7%               |
| 1067               | 13/01/2025         | 716 000            | 7,6%               |
| 1068               | 14/01/2025         | 779 000            | 8,3%               |
| 1069               | 15/01/2025         | 739 000            | 8,0%               |
| 1070               | 16/01/2025         | 721 000            | 7,7%               |
| 1071               | 20/01/2025         | 824 000            | 8,1%               |
| 1072               | 21/01/2025         | 713 000            | 7,3%               |
| 1073               | 22/01/2025         | 784 000            | 8,1%               |
| 1074               | 23/01/2025         | 713 000            | 7,6%               |
| 1075               | 27/01/2025         | 813 000            | 8,3%               |
| 1076               | 28/01/2025         | 734 000            | 7,8%               |
| 1077               | 29/01/2025         | 708 000            | 7,4%               |
| 1078               | 30/01/2025         | 739 000            | 7,8%               |
| 1079               | 03/02/2025         | 727 000            | 7,7%               |
| 1080               | 04/02/2025         | 699 000            | 7,7%               |
| 1081               | 05/02/2025         | 657 000            | 7,3%               |
| 1082               | 06/02/2025         | 721 000            | 7,6%               |
| 1083               | 10/02/2025         | 796 000            | 8,5%               |
| TOTAL              | TOTAL              | 638 000            | 7,8%               |
| Temporada 14       |                    |                    |                    |
| 1084               | 11/02/2025         | 792 000            | 8,3%               |
| 1085               | 12/02/2025         | 707 000            | 7,6%               |
| 1086               | 13/02/2025         | 720 000            | 7,9%               |
| 1087               | 17/02/2025         | 710 000            | 7,6%               |
| 1088               | 18/02/2025         | 745 000            | 8,2%               |
| 1089               | 19/02/2025         | 720 000            | 8,2%               |
| 1090               | 20/02/2025         | 655 000            | 7,3%               |
| 1091               | 24/02/2025         | 836 000            | 9,0%               |
| 1092               | 25/02/2025         | 769 000            | 8,3%               |
| 1093               | 26/02/2025         | 717 000            | 8,3%               |
| 1094               | 27/02/2025         | 699 000            | 8,0%               |
| 1095               | 03/03/2025         | 850 000            | 8,8%               |
| 1096               | 04/03/2025         | 806 000            | 8,3%               |
| 1097               | 05/03/2025         | 775 000            | 8,2%               |
| 1098               | 06/03/2025         | 591 000            | 7,2%               |
| 1099               | 07/03/2025         | 480 000            | 5,9%               |
| 1100               | 10/03/2025         | 574 000            | 7,3%               |
| 1101               | 11/03/2025         | 522 000            | 6,3%               |
| 1102               | 12/03/2025         | 509 000            | 6,4%               |
| 1103               | 13/03/2025         | 494 000            | 5,9%               |
| 1104               | 14/03/2025         | 578 000            | 7,3%               |
| 1105               | 17/03/2025         | 614 000            | 7,4%               |
| 1106               | 18/03/2025         | 566 000            | 6,8%               |
| 1107               | 31/03/2025         | 485 000            | 6,9%               |
| 1108               | 01/04/2025         | 433 000            | 6,4%               |
| 1109               | 02/04/2025         | 470 000            | 6,2%               |
| 1110               | 03/04/2025         | 511 000            | 6,8%               |
| 1111               | 04/04/2025         | 467 000            | 6,4%               |
| 1112               | 07/04/2025         | 402 000            | 6,2%               |
| 1113               | 14/04/2025         | 461 000            | 6,4%               |
| 1114               | 14/04/2025         | 538 000            | 6,6%               |
| 1115               | 15/04/2025         | 416 000            | 5,6%               |
| 1116               | 15/04/2025         | 570 000            | 6,9%               |
| 1116               | 16/04/2025         | 495 000            | 6,7%               |
| 1117               | 16/04/2025         | 657 000            | 8,0%               |
| 1118               | 23/04/2025         | 358 000            | 5,6%               |
| 1119               | 24/04/2025         | 465 000            | 7,1%               |
| 1120               | 25/04/2025         | 378 000            | 5,8%               |
| La 2               |                    |                    |                    |
| 1121               | 12/05/2025         | 79 000             | 1,4%               |
| 1122               | 13/05/2025         | 60 000             | 1,0%               |
| 1123               | 14/05/2025         | 67 000             | 1,2%               |
| 1124               | 15/05/2025         | 59 000             | 1,1%               |
| 1125               | 16/05/2025         | 60 000             | 1,0%               |
| 1126               | 19/05/2025         | 85 000             | 1,4%               |
| TOTAL              | TOTAL              | 594 000*           | 7,2%*              |

### La noche de los cazadores(2022)
| Temporada | Temporada | Episodios | Estreno             | Final                    | Audiencia media | Audiencia media |
| Temporada | Temporada | Episodios | Estreno             | Final                    | Espectadores    | Cuota           |
| --------- | --------- | --------- | ------------------- | ------------------------ | --------------- | --------------- |
|           | 1         | 8         | 17 de enero de 2022 | 7 de marzo de 2022       | 1 057 000       | 8,3%            |
|           | 2         | 8         | 1 de agosto de 2022 | 20 de septiembre de 2022 | 688 000         | 6,8%            |

#### Temporada 1 (2022)
| Programas emitidos | Programas emitidos | Programas emitidos | Programas emitidos |
| N.º                | Fecha de emisión   | Audiencia          | Audiencia          |
| N.º                | Fecha de emisión   | Espectadores       | Share              |
| ------------------ | ------------------ | ------------------ | ------------------ |
| 1                  | 17/01/2022         | 1 163 000          | 9,1%               |
| 2                  | 24/01/2022         | 1 081 000          | 8,4%               |
| 3                  | 31/01/2022         | 1 208 000          | 9,3%               |
| 4                  | 07/02/2022         | 925 000            | 7,5%               |
| 5                  | 14/02/2022         | 985 000            | 8,0%               |
| 6                  | 21/02/2022         | 1 058 000          | 8,2%               |
| 7                  | 28/02/2022         | 960 000            | 7,3%               |
| 8                  | 07/03/2022         | 1 076 000          | 8,5%               |

#### Temporada 2 (2022)
| Programas emitidos | Programas emitidos | Programas emitidos | Programas emitidos |
| N.º                | Fecha de emisión   | Audiencia          | Audiencia          |
| N.º                | Fecha de emisión   | Espectadores       | Share              |
| ------------------ | ------------------ | ------------------ | ------------------ |
| 9                  | 01/08/2022         | 724 000            | 7,1%               |
| 10                 | 08/08/2022         | 717 000            | 7,6%               |
| 11                 | 15/08/2022         | 681 000            | 7,6%               |
| 12                 | 22/08/2022         | 753 000            | 7,6%               |
| 13                 | 29/08/2022         | 700 100            | 6,6%               |
| 14                 | 05/09/2022         | 690 000            | 5,9%               |
| 15                 | 13/09/2022         | 640 000            | 5,6%               |
| 16                 | 20/09/2022         | 597 000            | 5,4%               |

### El cazador Stars(2024)
Pese a que ya venían realizándose especiales esporádicos con famosos desde el inicio del programa, e incluso tres especiales en prime time bajo el título El cazador VIP, no fue hasta la tarde del 11 de abril de 2024 que se estrenó una versión diaria con celebrities denominada El cazador Stars, emitida de 18h30 a 19h30 justo antes del programa original.
| Temporada | Temporada | Episodios | Estreno             | Final                | Audiencia media | Audiencia media |
| Temporada | Temporada | Episodios | Estreno             | Final                | Espectadores    | Cuota           |
| --------- | --------- | --------- | ------------------- | -------------------- | --------------- | --------------- |
|           | 1         | 30        | 11 de abril de 2024 | 23 de mayo de 2024   | 542 000         | 7,6%            |
|           | 2         | 65        | 24 de mayo de 2024  | 13 de junio de 2025* | 517 000*        | 7,0%*           |

#### Temporada 1 (2024)
| Programas emitidos | Programas emitidos | Programas emitidos | Programas emitidos |
| N.º                | Fecha de emisión   | Audiencia          | Audiencia          |
| N.º                | Fecha de emisión   | Espectadores       | Share              |
| ------------------ | ------------------ | ------------------ | ------------------ |
| Temporada 1        |                    |                    |                    |
| 926 – Stars 1      | 11/04/2024         | 530 000            | 7,6%               |
| 928 – Stars 2      | 12/04/2024         | 570 000            | 8,3%               |
| 930 – Stars 3      | 15/04/2024         | 541 000            | 7,7%               |
| 932 – Stars 4      | 16/04/2024         | 540 000            | 7,9%               |
| 934 – Stars 5      | 17/04/2024         | 534 000            | 7,8%               |
| 936 – Stars 6      | 19/04/2024         | 546 000            | 7,8%               |
| 938 – Stars 7      | 19/04/2024         | 508 000            | 7,5%               |
| 940 – Stars 8      | 22/04/2024         | 624 000            | 8,2%               |
| 942 – Stars 9      | 23/04/2024         | 556 000            | 8,0%               |
| 944 – Stars 10     | 24/04/2024         | 463 000            | 6,6%               |
| 946 – Stars 11     | 25/04/2024         | 540 000            | 7,3%               |
| 948 – Stars 12     | 26/04/2024         | 591 000            | 7,8%               |
| 951 – Stars 13     | 30/04/2024         | 489 000            | 6,5%               |
| 953 – Stars 14     | 01/05/2024         | 759 000            | 7,7%               |
| 954 – Stars 15     | 02/05/2024         | 544 000            | 7,4%               |
| 956 – Stars 16     | 03/05/2024         | 469 000            | 6,7%               |
| Stars 17           | 06/05/2024         | 502 000            | 6,9%               |
| Stars 18           | 07/05/2024         | 465 000            | 6,7%               |
| Stars 19           | 08/05/2024         | 496 000            | 7,2%               |
| Stars 20           | 09/05/2024         | 526 000            | 8,1%               |
| Stars 21           | 10/05/2024         | 499 000            | 7,4%               |
| Stars 22           | 13/05/2024         | 615 000            | 8,3%               |
| Stars 23           | 14/05/2024         | 575 000            | 8,1%               |
| Stars 24           | 15/05/2024         | 577 000            | 7,9%               |
| Stars 25           | 16/05/2024         | 584 000            | 8,4%               |
| Stars 26           | 17/05/2024         | 427 000            | 6,0%               |
| Stars 27           | 20/05/2024         | 556 000            | 7,8%               |
| Stars 28           | 21/05/2024         | 570 000            | 7,9%               |
| Stars 29           | 22/05/2024         | 517 000            | 7,7%               |
| Stars 30           | 23/05/2024         | 549 000            | 8,2%               |

#### Temporada 2 (2024/2025)
| Programas emitidos | Programas emitidos | Programas emitidos | Programas emitidos |
| N.º                | Fecha de emisión   | Audiencia          | Audiencia          |
| N.º                | Fecha de emisión   | Espectadores       | Share              |
| ------------------ | ------------------ | ------------------ | ------------------ |
| Temporada 2        |                    |                    |                    |
| Stars 31           | 24/05/2024         | 489 000            | 7,3%               |
| Stars 32           | 27/05/2024         | 482 000            | 7,1%               |
| Stars 33           | 28/05/2024         | 480 000            | 7,3%               |
| Stars 34           | 29/05/2024         | 551 000            | 8,5%               |
| Stars 35           | 30/05/2024         | 514 000            | 7,4%               |
| Stars 36           | 03/06/2024         | 455 000            | 6,8%               |
| Stars 37           | 04/06/2024         | 508 000            | 7,4%               |
| Stars 38           | 05/06/2024         | 573 000            | 8,4%               |
| Stars 39           | 06/06/2024         | 603 000            | 9,0%               |
| Stars 40           | 07/06/2024         | 374 000            | 5,3%               |
| Stars 41           | 10/06/2024         | 564 000            | 8,0%               |
| Stars 42           | 11/06/2024         | 536 000            | 7,3%               |
| Stars 43           | 12/06/2024         | 495 000            | 6,9%               |
| Stars 44           | 13/06/2024         | 488 000            | 7,3%               |
| Stars 45           | 14/06/2024         | 446 000            | 6,4%               |
| Stars 46           | 17/06/2024         | 431 000            | 5,7%               |
| Stars 47           | 18/06/2024         | 485 000            | 6,4%               |
| Stars 48           | 24/06/2024         | 500 000            | 7,0%               |
| Stars 49           | 27/06/2024         | 402 000            | 6,0%               |
| Stars 50           | 28/06/2024         | 446 000            | 6,5%               |
| Stars 51           | 03/07/2024         | 439 000            | 6,5%               |
| Stars 52           | 04/07/2024         | 447 000            | 6,7%               |
| Stars 53           | 08/07/2024         | 479 000            | 7,2%               |
| Stars 54           | 10/07/2024         | 501 000            | 7,5%               |
| Stars 55           | 11/07/2024         | 472 000            | 6,9%               |
| Stars 56           | 17/07/2024         | 465 000            | 7,2%               |
| Stars 57           | 18/07/2024         | 463 000            | 7,1%               |
| Stars 58           | 19/07/2024         | 410 000            | 6,2%               |
| Stars 59           | 22/07/2024         | 500 000            | 7,4%               |
| Stars 60           | 23/07/2024         | 495 000            | 7,6%               |
| Stars 61           | 24/07/2024         | 525 000            | 7,9%               |
| Stars 62           | 02/09/2024         | 451 000            | 6,7%               |
| Stars 63           | 03/09/2024         | 370 000            | 5,2%               |
| Stars 64           | 04/09/2024         | 414 000            | 6,0%               |
| Stars 65           | 05/09/2024         | 497 000            | 7,4%               |
| Stars 66           | 06/09/2024         | 409 000            | 6,0%               |
| Stars 67           | 09/09/2024         | 372 000            | 5,7%               |
| Stars 68           | 10/09/2024         | 405 000            | 6,2%               |
| Stars 69           | 11/09/2024         | 435 000            | 6,4%               |
| Stars 70           | 12/09/2024         | 500 000            | 7,4%               |
| Stars 71           | 13/09/2024         | 440 000            | 6,5%               |
| Stars 72           | 16/09/2024         | 445 000            | 6,8%               |
| Stars 73           | 17/09/2024         | 413 000            | 6,4%               |
| Stars 74           | 18/09/2024         | 465 000            | 7,0%               |
| Stars 75           | 27/09/2024         | 453 000            | 6,6%               |
| Stars 76           | 04/10/2024         | 473 000            | 6,6%               |
| Stars 77           | 11/10/2024         | 526 000            | 6,8%               |
| Stars 78           | 18/10/2024         | 526 000            | 6,8%               |
| Stars 79           | 01/11/2024         | 555 000            | 5,6%               |
| Stars 80           | 08/11/2024         | 628 000            | 7,1%               |
| Stars 81           | 15/11/2024         | 650 000            | 7,3%               |
| Stars 82           | 22/11/2024         | 633 000            | 7,3%               |
| Stars 83           | 06/12/2024         | 579 000            | 6,3%               |
| Stars 84           | 13/12/2024         | 705 000            | 8,0%               |
| Stars 85           | 20/12/2024         | 662 000            | 7,6%               |
| Stars 86           | 27/12/2024         | 680 000            | 7,5%               |
| Stars 87           | 03/01/2025         | 722 000            | 7,9%               |
| Stars 88           | 17/01/2025         | 665 000            | 7,4%               |
| Stars 88           | 10/01/2025         | 679 000            | 7,5%               |
| Stars 89           | 17/01/2025         | 665 000            | 7,4%               |
| Stars 90           | 24/01/2025         | 703 000            | 7,7%               |
| Stars 91           | 31/01/2025         | 615 000            | 6,8%               |
| Stars 92           | 07/02/2025         | 705 000            | 7,7%               |
| Stars 93           | 14/02/2025         | 601 000            | 7,2%               |
| Stars 94           | 21/02/2025         | 653 000            | 7,5%               |
| Stars 95           | 28/02/2025         | 544 000            | 6,4%               |
| Stars 96           | 23/04/2025         | 291 000            | 6,6%               |
| Stars 97           | 23/04/2025         | 164 000            | 7,0%               |
| Stars 98           | 02/06/2025         | 324 000            | 4,5%               |
| Stars 99           | 04/06/2025         | 394 000            | 5,5%               |
| Stars 100          | 05/06/2025         | 435 000            | 6,3%               |
| Stars 101          | 09/06/2025         | 384 000            | 5,4%               |
| Stars 102          | 10/06/2025         | 435 000            | 5,9%               |
| Stars 103          | 11/06/2025         | 444 000            | 6,2%               |
| Stars 104          | 13/06/2025         | 364 000            | 5,5%               |

### Audiencia media por meses
| Audiencia media por meses | Audiencia media por meses | Audiencia media por meses | Audiencia media por meses |
| Año                       | Mes                       | Audiencia                 | Audiencia                 |
| Año                       | Mes                       | Espectadores              | Cuota                     |
| ------------------------- | ------------------------- | ------------------------- | ------------------------- |
| 2020                      | FEBRERO                   | 692 000                   | 6,9%                      |
| 2020                      | MARZO                     | 784 000                   | 6,8%                      |
| 2020                      | MAYO                      | 584 000                   | 5,4%                      |
| 2020                      | JUNIO                     | 585 000                   | 6,0%                      |
| 2020                      | JULIO                     | 639 000                   | 7,2%                      |
| 2020                      | AGOSTO                    | 659 000                   | 7,8%                      |
| 2020                      | SEPTIEMBRE                | 691 000                   | 8,0%                      |
| 2020                      | OCTUBRE                   | 763 000                   | 7,5%                      |
| 2020                      | NOVIEMBRE                 | 914 000                   | 7,6%                      |
| 2020                      | DICIEMBRE                 | 975 000                   | 8,2%                      |
| 2020                      | TOTAL                     | 729 000                   | 7,1%                      |
| 2021                      | ENERO                     | 1 089 000                 | 8,4%                      |
| 2021                      | FEBRERO                   | 1 039 000                 | 8,6%                      |
| 2021                      | MARZO                     | 929 000                   | 8,5%                      |
| 2021                      | ABRIL                     | 821 000                   | 8,1%                      |
| 2021                      | MAYO                      | 627 000                   | 7,0%                      |
| 2021                      | JUNIO                     | 573 000                   | 6,8%                      |
| 2021                      | JULIO                     | 629 000                   | 7,5%                      |
| 2021                      | AGOSTO                    | 631 000                   | 7,7%                      |
| 2021                      | SEPTIEMBRE                | 645 000                   | 7,6%                      |
| 2021                      | OCTUBRE                   | 644 000                   | 7,8%                      |
| 2021                      | NOVIEMBRE                 | 863 000                   | 8,8%                      |
| 2021                      | DICIEMBRE                 | 861 000                   | 8,7%                      |
| 2021                      | TOTAL                     | 779 000                   | 8,0%                      |
| 2022                      | ENERO                     | 913 000                   | 8,9%                      |
| 2022                      | FEBRERO                   | 821 000                   | 8,7%                      |
| 2022                      | MARZO                     | 857 000                   | 8,9%                      |
| 2022                      | ABRIL                     | 804 000                   | 9,2%                      |
| 2022                      | MAYO                      | 722 000                   | 9,1%                      |
| 2022                      | JUNIO                     | 734 000                   | 9,4%                      |
| 2022                      | JULIO                     | 662 000                   | 8,8%                      |
| 2022                      | AGOSTO                    | 565 000                   | 8,0%                      |
| 2022                      | SEPTIEMBRE                | 613 000                   | 8,4%                      |
| 2022                      | OCTUBRE                   | 734 000                   | 9,3%                      |
| 2022                      | NOVIEMBRE                 | 1 137 000                 | 11,4%                     |
| 2022                      | DICIEMBRE                 | 1 219 000                 | 11,9%                     |
| 2022                      | TOTAL                     | 812 000                   | 9,3%                      |
| 2023                      | ENERO                     | 1 196 000                 | 11,1%                     |
| 2023                      | FEBRERO                   | 1 116 000                 | 10,7%                     |
| 2023                      | MARZO                     | 972 000                   | 10,4%                     |
| 2023                      | ABRIL                     | 791 000                   | 10,0%                     |
| 2023                      | MAYO                      | 861 000                   | 10,5%                     |
| 2023                      | JUNIO                     | 761 000                   | 9,7%                      |
| 2023                      | JULIO                     | 718 000                   | 9,5%                      |
| 2023                      | AGOSTO                    | 678 000                   | 9,4%                      |
| 2023                      | SEPTIEMBRE                | 758 000                   | 9,9%                      |
| 2023                      | OCTUBRE                   | 822 000                   | 9,8%                      |
| 2023                      | NOVIEMBRE                 | 1 003 000                 | 10,2%                     |
| 2023                      | DICIEMBRE                 | 745 000                   | 8,7%                      |
| 2023                      | DICIEMBRE                 | 969 000                   | 9,9%                      |
| 2023                      | TOTAL                     | 880 000                   | 10,0%                     |
| 2024                      | ENERO                     | 775 000                   | 8,9%                      |
| 2024                      | ENERO                     | 1 072 000                 | 10,6%                     |
| 2024                      | FEBRERO                   | 701 000                   | 8,5%                      |
| 2024                      | FEBRERO                   | 1 025 000                 | 10,6%                     |
| 2024                      | MARZO                     | 615 000                   | 7,9%                      |
| 2024                      | MARZO                     | 948 000                   | 10,3%                     |
| 2024                      | ABRIL                     | 527 000                   | 7,4%                      |
| 2024                      | ABRIL                     | 711 000                   | 9,0%                      |
| 2024                      | MAYO                      | 523 000                   | 7,5%                      |
| 2024                      | MAYO                      | 665 000                   | 8,7%                      |
| 2024                      | JUNIO                     | 487 000                   | 7,0%                      |
| 2024                      | JUNIO                     | 564 000                   | 7,7%                      |
| 2024                      | JULIO                     | 475 000                   | 7,1%                      |
| 2024                      | JULIO                     | 485 000                   | 7,3%                      |
| 2024                      | AGOSTO                    | 385 000                   | 5,9%                      |
| 2024                      | AGOSTO                    | 395 000                   | 6,2%                      |
| 2024                      | SEPTIEMBRE                | 432 000                   | 6,4%                      |
| 2024                      | SEPTIEMBRE                | 534 000                   | 7,5%                      |
| 2024                      | OCTUBRE                   | 570 000                   | 7,0%                      |
| 2024                      | NOVIEMBRE                 | 657 000                   | 7,1%                      |
| 2024                      | DICIEMBRE                 | 679 000                   | 7,5%                      |
| 2024                      | TOTAL                     | 652 000                   | 8,1%                      |
| 2025                      | ENERO                     | 721 000                   | 7,7%                      |
| 2025                      | FEBRERO                   | 709 000                   | 7,8%                      |
| 2025                      | MARZO                     | 538 000                   | 6,7%                      |
| 2025                      | MARZO                     | 789 000                   | 8,5%                      |
| 2025                      | ABRIL                     | 439 000                   | 6,3%                      |
| 2025                      | ABRIL                     | 569 000                   | 7,1%                      |
| 2025                      | JUNIO                     | 68 000                    | 1,1%                      |
| TOTAL                     | -                         | 790 000                   | 8,5%                      |

Notas
1. 1 2 3 4 5 6 7  El primer dato se corresponde a los programas emitidos a las 18:30 (en su mayoría reposiciones) y el segundo a los programas de estreno en su horario habitual, las 19:30. A partir del 6 de marzo de 2025, el programa de estreno pasa a las 18:30 y la reposición a las 19:30.
2. 1 2 3 4 5 6  A partir del 11 de abril y hasta el 18 de septiembre, a las 18:30 se emiten los especiales de 'El cazador Stars'.

## Versiones internacionales

### Versiones internacionales deEl cazador
Leyenda: 
     Versión en transmisión 
     Versión ya no en transmisión
| País            | Título                                                                      | Canal(es)                                           | Presentador(es)                                         | Cazador(es) | Fecha de estreno         | Fecha del episodio final |
| --------------- | --------------------------------------------------------------------------- | --------------------------------------------------- | ------------------------------------------------------- | --- | ------------------------ | ------------------------ |
| Alemania        | Gefragt – Gejagt (Preguntado-Cazado)                                        | NDR Fernsehen (2012-2015) Das Erste (2015-presente) | Alexander Bommes                                        | Holger Waldenberger (2012; 2015-2017) Sebastian Jacoby (2013-presente) Sebastian Klussmann (2013-presente) Klaus Otto Nagorsnik (2014-presente) Grażyna Werner (perseguidor invitado; 2017) Manuel Hobiger (2018-presente) Thomas Kinne (2018-presente) Adriane Rickel (2021-presente) | 8 de julio de 2012       |                          |
| Australia       | The Chase Australia (La persecución)                                        | Seven Network                                       | Andrew O'Keefe                                          | Brydon Coverdale Anne Hegerty Mark Labbett Matt Parkinson Issa Schultz Shaun Wallace (perseguidor invitado; 2018) Cheryl Toh (perseguidor invitado; 2019-presente) | 14 de septiembre de 2015 |                          |
| China           | 挑战文化名人 Tiǎozhǎn wénhuà míngrén (Derrota a los maestros de la cultura) | Jiangxi Television                                  | Liú Wèi                                                 | Meng Man Ji Lianhai A Yi Kang Zhen Li Bo | 20 de julio de 2014      | 4 de octubre de 2014     |
| Croacia         | Potjera (Búsqueda)                                                          | HRT                                                 | Tarik Filipović (2013-2019) Joško Lokas (2019-presente) | Dean Kotiga (2013-presente) Mirko Miočić (2013-2016) Morana Zibar (2013-presente) Krešimir Međeral-Sučević (2016-presente) Mladen Vukorepa (2017-presente) | 3 de noviembre de 2013   |                          |
| Chipre          | The Chase (La persecución)                                                  | Alpha TV Cyprus                                     | Tasos Tryfonos                                          | Silia Ioannidou Andreas Pitsillides Marinos Cleanthous George Pamporidis (perseguidor invitado; 2020) Louis Patsalidis (perseguidor invitado; 2020) Christiana Aristotelous (perseguidor invitado; 2020)                                                                               | 13 de septiembre de 2020 |                          |
| Estados Unidos  | The Chase (La persecución)                                                  | GSN (2013-2015) ABC (2021-presente)                 | Brooke Burns (2013-2015) Sara Haines (2021-presente)    | Mark Labbett (2013–2015; 2021-2022) Brad Rutter (2021-presente) Ken Jennings (2021-2022) James Holzhauer (2021-presente) Brandon Blackwell (2022-presente) Victoria Groce (2022-presente) Buzzy Cohen (2022-presente)                                                                  | 6 de agosto de 2013      |                          |
| Finlandia       | Jahti (La persecución)                                                      | MTV3                                                | Mikko Leppilampi                                        | Eero Ylitalo Magnus Mali Markus Leikola | 30 de agosto de 2018     | 16 de julio de 2020      |
| Israel          | המרדף HaMirdaf (Búsqueda)                                                   | KAN 11                                              | Ido Rosenblum                                           | Itai Hermann (2017-presente) Ron Kofman (perseguidor invitado; 2017-2018) Nadav Jacobi (perseguidor invitado; 2018) Michal Sharon (2018-presente) | 18 de mayo de 2017       |                          |
| Israel          | המרדף עד הבית HaMirdaf ad HaBait (Persecución en casa)                      | KAN 11                                              | Dudu Erez                                               | Itai Hermann | 26 de marzo de 2020      | 7 de abril de 2020       |
| Noruega         | Jaget (Búsqueda)                                                            | TV 2                                                | Sturla Berg-Johansen                                    | Trine Aalborg Jan Arild Breistein Thomas Kolåsæter (2015-2016) | 7 de septiembre de 2014  | 11 de mayo de 2016       |
| Reino Unido     | The Chase (La persecución) (versión original)                               | ITV                                                 | Bradley Walsh                                           | Mark Labbett Shaun Wallace Anne Hegerty Paul Sinha Jenny Ryan Darragh Ennis | 29 de junio de 2009      |                          |
| República Checa | Na Lovu (A la caza)                                                         | TV NOVA                                             | Ondřej Sokol                                            | Jiří Martínek Jakub Kvášovský Dagmar Jandová Václav Slabyhoudek | 16 de agosto de 2021     |                          |
| Rusia           | Погоня Pogoniya (Búsqueda)                                                  | Russia 1                                            | Alexander Gurevich                                      | Alexander Ediger Yuriy Hashimov Olga Uspanova Boris Burda | 17 de noviembre de 2012  | 14 de septiembre de 2013 |
| Serbia          | Потера Potera (Búsqueda)                                                    | RTS                                                 | Jovan Memedović                                         | Milorad Milinković Uroš Đurić (2013-2017) Milica Jokanović Žarko Stevanović Slobodan Nešović (2013) Maja Lalić (2013-2014) | 28 de octubre de 2013    |                          |
| Turquía         | Takip (Seguimiento)                                                         | Kanal D                                             | Uraz Kaygilaroğlu                                       | Muhsin Divan | 9 de abril de 2014       | 19 de enero de 2015      |

### Versiones internacionales deLa noche de los cazadores
Leyenda: 
     Versión en transmisión
     Versión ya no en transmisión
| País         | Título                                                     | Canal(es)     | Presentador(es)  | Cazador(es)                                                                                 | Fecha de estreno       | Fecha del episodio final |
| ------------ | ---------------------------------------------------------- | ------------- | ---------------- | ------------------------------------------------------------------------------------------- | ---------------------- | ------------------------ |
| Australia    | Beat the Chasers Australia (Gana a los cazadores)          | Seven Network | Andrew O'Keefe   | Brydon Coverdale Matt Parkinson Issa Schultz Cheryl Toh                                     | 1 de noviembre de 2020 | 29 de noviembre de 2020  |
| Finlandia    | Super-Jahti (La super persecución)                         | MTV3          | Mikko Leppilampi | Eero Ylitalo Magnus Mali Markus Leikola                                                     | 5 de febrero de 2021   | 20 de julio de 2021      |
| Países Bajos | Beat the Champions (Gana los Champions)                    | RTL 4         | Chantal Janzen   | Diederik Jekel Cindy Hemink Abel Gilsing Nynke de Jong Devrim Aslan                         | 3 de enero de 2021     |                          |
| Reino Unido  | Beat the Chasers (Gana a los cazadores) (versión original) | ITV           | Bradley Walsh    | Mark Labbett Shaun Wallace Anne Hegerty Paul Sinha Jenny Ryan Darragh Ennis (2021-presente) | 27 de abril de 2020    |                          |